# فهرست سیارک‌ها (۱۶۷۰۰۱–۱۶۸۰۰۱)
فهرست سیارک‌ها (۱۶۷۰۰۱ - ۱۶۸۰۰۱) فهرست سیارک‌ها از ۱۶۷۰۰۱ تا ۱۶۸۰۰۱ است.
| نام    | نام انگلیسی | تاریخ کشف       |
| ------ | ----------- | --------------- |
| ۱۶۷۰۰۱ | 2003 PO6    | ۱ اوت ۲۰۰۳      |
| ۱۶۷۰۰۲ | 2003 PD7    | ۱ اوت ۲۰۰۳      |
| ۱۶۷۰۰۳ | 2003 PD8    | ۲ اوت ۲۰۰۳      |
| ۱۶۷۰۰۴ | 2003 PV8    | ۴ اوت ۲۰۰۳      |
| ۱۶۷۰۰۵ | 2003 PY8    | ۴ اوت ۲۰۰۳      |
| ۱۶۷۰۰۶ | 2003 PY11   | ۱ اوت ۲۰۰۳      |
| ۱۶۷۰۰۷ | 2003 PZ11   | ۴ اوت ۲۰۰۳      |
| ۱۶۷۰۰۸ | 2003 PT12   | ۱ اوت ۲۰۰۳      |
| ۱۶۷۰۰۹ | 2003 QV3    | ۱۸ اوت ۲۰۰۳     |
| ۱۶۷۰۱۰ | 2003 QZ4    | ۲۰ اوت ۲۰۰۳     |
| ۱۶۷۰۱۱ | 2003 QP6    | ۲۰ اوت ۲۰۰۳     |
| ۱۶۷۰۱۲ | 2003 QF9    | ۲۰ اوت ۲۰۰۳     |
| ۱۶۷۰۱۳ | 2003 QV11   | ۲۱ اوت ۲۰۰۳     |
| ۱۶۷۰۱۴ | 2003 QC21   | ۲۲ اوت ۲۰۰۳     |
| ۱۶۷۰۱۵ | 2003 QF21   | ۲۲ اوت ۲۰۰۳     |
| ۱۶۷۰۱۶ | 2003 QZ22   | ۲۰ اوت ۲۰۰۳     |
| ۱۶۷۰۱۷ | 2003 QE23   | ۲۰ اوت ۲۰۰۳     |
| ۱۶۷۰۱۸ | 2003 QS29   | ۲۳ اوت ۲۰۰۳     |
| ۱۶۷۰۱۹ | 2003 QU31   | ۲۱ اوت ۲۰۰۳     |
| ۱۶۷۰۲۰ | 2003 QH32   | ۲۱ اوت ۲۰۰۳     |
| ۱۶۷۰۲۱ | 2003 QL32   | ۲۱ اوت ۲۰۰۳     |
| ۱۶۷۰۲۲ | 2003 QL33   | ۲۲ اوت ۲۰۰۳     |
| ۱۶۷۰۲۳ | 2003 QZ34   | ۲۲ اوت ۲۰۰۳     |
| ۱۶۷۰۲۴ | 2003 QU35   | ۲۲ اوت ۲۰۰۳     |
| ۱۶۷۰۲۵ | 2003 QM36   | ۲۲ اوت ۲۰۰۳     |
| ۱۶۷۰۲۶ | 2003 QA38   | ۲۲ اوت ۲۰۰۳     |
| ۱۶۷۰۲۷ | 2003 QB38   | ۲۲ اوت ۲۰۰۳     |
| ۱۶۷۰۲۸ | 2003 QM38   | ۲۲ اوت ۲۰۰۳     |
| ۱۶۷۰۲۹ | 2003 QJ39   | ۲۲ اوت ۲۰۰۳     |
| ۱۶۷۰۳۰ | 2003 QN39   | ۲۲ اوت ۲۰۰۳     |
| ۱۶۷۰۳۱ | 2003 QD40   | ۲۲ اوت ۲۰۰۳     |
| ۱۶۷۰۳۲ | 2003 QM41   | ۲۲ اوت ۲۰۰۳     |
| ۱۶۷۰۳۳ | 2003 QU42   | ۲۲ اوت ۲۰۰۳     |
| ۱۶۷۰۳۴ | 2003 QA43   | ۲۲ اوت ۲۰۰۳     |
| ۱۶۷۰۳۵ | 2003 QY44   | ۲۳ اوت ۲۰۰۳     |
| ۱۶۷۰۳۶ | 2003 QF45   | ۲۳ اوت ۲۰۰۳     |
| ۱۶۷۰۳۷ | 2003 QQ45   | ۲۳ اوت ۲۰۰۳     |
| ۱۶۷۰۳۸ | 2003 QW49   | ۲۲ اوت ۲۰۰۳     |
| ۱۶۷۰۳۹ | 2003 QA50   | ۲۲ اوت ۲۰۰۳     |
| ۱۶۷۰۴۰ | 2003 QQ50   | ۲۲ اوت ۲۰۰۳     |
| ۱۶۷۰۴۱ | 2003 QB51   | ۲۲ اوت ۲۰۰۳     |
| ۱۶۷۰۴۲ | 2003 QR51   | ۲۳ اوت ۲۰۰۳     |
| ۱۶۷۰۴۳ | 2003 QD52   | ۲۳ اوت ۲۰۰۳     |
| ۱۶۷۰۴۴ | 2003 QG53   | ۲۳ اوت ۲۰۰۳     |
| ۱۶۷۰۴۵ | 2003 QK53   | ۲۳ اوت ۲۰۰۳     |
| ۱۶۷۰۴۶ | 2003 QK54   | ۲۳ اوت ۲۰۰۳     |
| ۱۶۷۰۴۷ | 2003 QA56   | ۲۳ اوت ۲۰۰۳     |
| ۱۶۷۰۴۸ | 2003 QV56   | ۲۳ اوت ۲۰۰۳     |
| ۱۶۷۰۴۹ | 2003 QG57   | ۲۳ اوت ۲۰۰۳     |
| ۱۶۷۰۵۰ | 2003 QY57   | ۲۳ اوت ۲۰۰۳     |
| ۱۶۷۰۵۱ | 2003 QC63   | ۲۳ اوت ۲۰۰۳     |
| ۱۶۷۰۵۲ | 2003 QB67   | ۲۳ اوت ۲۰۰۳     |
| ۱۶۷۰۵۳ | 2003 QJ67   | ۲۳ اوت ۲۰۰۳     |
| ۱۶۷۰۵۴ | 2003 QM77   | ۲۴ اوت ۲۰۰۳     |
| ۱۶۷۰۵۵ | 2003 QF80   | ۲۲ اوت ۲۰۰۳     |
| ۱۶۷۰۵۶ | 2003 QB82   | ۲۳ اوت ۲۰۰۳     |
| ۱۶۷۰۵۷ | 2003 QC85   | ۲۴ اوت ۲۰۰۳     |
| ۱۶۷۰۵۸ | 2003 QT86   | ۲۵ اوت ۲۰۰۳     |
| ۱۶۷۰۵۹ | 2003 QN87   | ۲۵ اوت ۲۰۰۳     |
| ۱۶۷۰۶۰ | 2003 QZ87   | ۲۵ اوت ۲۰۰۳     |
| ۱۶۷۰۶۱ | 2003 QB88   | ۲۵ اوت ۲۰۰۳     |
| ۱۶۷۰۶۲ | 2003 QC88   | ۲۵ اوت ۲۰۰۳     |
| ۱۶۷۰۶۳ | 2003 QR93   | ۲۸ اوت ۲۰۰۳     |
| ۱۶۷۰۶۴ | 2003 QN94   | ۲۸ اوت ۲۰۰۳     |
| ۱۶۷۰۶۵ | 2003 QD102  | ۳۱ اوت ۲۰۰۳     |
| ۱۶۷۰۶۶ | 2003 QT105  | ۳۰ اوت ۲۰۰۳     |
| ۱۶۷۰۶۷ | 2003 QL108  | ۳۱ اوت ۲۰۰۳     |
| ۱۶۷۰۶۸ | 2003 QY109  | ۲۸ اوت ۲۰۰۳     |
| ۱۶۷۰۶۹ | 2003 RL1    | ۲ سپتامبر ۲۰۰۳  |
| ۱۶۷۰۷۰ | 2003 RQ2    | ۱ سپتامبر ۲۰۰۳  |
| ۱۶۷۰۷۱ | 2003 RR5    | ۳ سپتامبر ۲۰۰۳  |
| ۱۶۷۰۷۲ | 2003 RS10   | ۸ سپتامبر ۲۰۰۳  |
| ۱۶۷۰۷۳ | 2003 RG14   | ۱۵ سپتامبر ۲۰۰۳ |
| ۱۶۷۰۷۴ | 2003 RN14   | ۱۴ سپتامبر ۲۰۰۳ |
| ۱۶۷۰۷۵ | 2003 RY14   | ۱۴ سپتامبر ۲۰۰۳ |
| ۱۶۷۰۷۶ | 2003 RG18   | ۱۵ سپتامبر ۲۰۰۳ |
| ۱۶۷۰۷۷ | 2003 RZ19   | ۱۵ سپتامبر ۲۰۰۳ |
| ۱۶۷۰۷۸ | 2003 RC20   | ۱۵ سپتامبر ۲۰۰۳ |
| ۱۶۷۰۷۹ | 2003 RN21   | ۱۳ سپتامبر ۲۰۰۳ |
| ۱۶۷۰۸۰ | 2003 RX21   | ۱۳ سپتامبر ۲۰۰۳ |
| ۱۶۷۰۸۱ | 2003 RD22   | ۱۴ سپتامبر ۲۰۰۳ |
| ۱۶۷۰۸۲ | 2003 RX22   | ۳ سپتامبر ۲۰۰۳  |
| ۱۶۷۰۸۳ | 2003 RR25   | ۱۵ سپتامبر ۲۰۰۳ |
| ۱۶۷۰۸۴ | 2003 SF6    | ۱۶ سپتامبر ۲۰۰۳ |
| ۱۶۷۰۸۵ | 2003 SC8    | ۱۶ سپتامبر ۲۰۰۳ |
| ۱۶۷۰۸۶ | 2003 ST13   | ۱۶ سپتامبر ۲۰۰۳ |
| ۱۶۷۰۸۷ | 2003 SD14   | ۱۷ سپتامبر ۲۰۰۳ |
| ۱۶۷۰۸۸ | 2003 SX15   | ۱۶ سپتامبر ۲۰۰۳ |
| ۱۶۷۰۸۹ | 2003 SA16   | ۱۷ سپتامبر ۲۰۰۳ |
| ۱۶۷۰۹۰ | 2003 SK22   | ۱۶ سپتامبر ۲۰۰۳ |
| ۱۶۷۰۹۱ | 2003 SN22   | ۱۶ سپتامبر ۲۰۰۳ |
| ۱۶۷۰۹۲ | 2003 ST24   | ۱۷ سپتامبر ۲۰۰۳ |
| ۱۶۷۰۹۳ | 2003 SS29   | ۱۸ سپتامبر ۲۰۰۳ |
| ۱۶۷۰۹۴ | 2003 SQ31   | ۱۸ سپتامبر ۲۰۰۳ |
| ۱۶۷۰۹۵ | 2003 SH32   | ۱۷ سپتامبر ۲۰۰۳ |
| ۱۶۷۰۹۶ | 2003 SX32   | ۱۸ سپتامبر ۲۰۰۳ |
| ۱۶۷۰۹۷ | 2003 SL33   | ۱۶ سپتامبر ۲۰۰۳ |
| ۱۶۷۰۹۸ | 2003 SF37   | ۱۶ سپتامبر ۲۰۰۳ |
| ۱۶۷۰۹۹ | 2003 SP40   | ۱۶ سپتامبر ۲۰۰۳ |
| ۱۶۷۱۰۰ | 2003 ST43   | ۱۶ سپتامبر ۲۰۰۳ |
| ۱۶۷۱۰۱ | 2003 ST46   | ۱۶ سپتامبر ۲۰۰۳ |
| ۱۶۷۱۰۲ | 2003 SB47   | ۱۶ سپتامبر ۲۰۰۳ |
| ۱۶۷۱۰۳ | 2003 SL50   | ۱۸ سپتامبر ۲۰۰۳ |
| ۱۶۷۱۰۴ | 2003 SB51   | ۱۸ سپتامبر ۲۰۰۳ |
| ۱۶۷۱۰۵ | 2003 SD52   | ۱۸ سپتامبر ۲۰۰۳ |
| ۱۶۷۱۰۶ | 2003 SS60   | ۱۷ سپتامبر ۲۰۰۳ |
| ۱۶۷۱۰۷ | 2003 SK61   | ۱۷ سپتامبر ۲۰۰۳ |
| ۱۶۷۱۰۸ | 2003 SX61   | ۱۷ سپتامبر ۲۰۰۳ |
| ۱۶۷۱۰۹ | 2003 SK74   | ۱۸ سپتامبر ۲۰۰۳ |
| ۱۶۷۱۱۰ | 2003 SG76   | ۱۸ سپتامبر ۲۰۰۳ |
| ۱۶۷۱۱۱ | 2003 SU77   | ۱۹ سپتامبر ۲۰۰۳ |
| ۱۶۷۱۱۲ | 2003 SH78   | ۱۹ سپتامبر ۲۰۰۳ |
| ۱۶۷۱۱۳ | Robertwick  | ۱۹ سپتامبر ۲۰۰۳ |
| ۱۶۷۱۱۴ | 2003 SM82   | ۱۸ سپتامبر ۲۰۰۳ |
| ۱۶۷۱۱۵ | 2003 SU85   | ۱۶ سپتامبر ۲۰۰۳ |
| ۱۶۷۱۱۶ | 2003 SE87   | ۱۷ سپتامبر ۲۰۰۳ |
| ۱۶۷۱۱۷ | 2003 SF90   | ۱۸ سپتامبر ۲۰۰۳ |
| ۱۶۷۱۱۸ | 2003 SG90   | ۱۸ سپتامبر ۲۰۰۳ |
| ۱۶۷۱۱۹ | 2003 SW90   | ۱۸ سپتامبر ۲۰۰۳ |
| ۱۶۷۱۲۰ | 2003 SR98   | ۱۹ سپتامبر ۲۰۰۳ |
| ۱۶۷۱۲۱ | 2003 SZ122  | ۱۸ سپتامبر ۲۰۰۳ |
| ۱۶۷۱۲۲ | 2003 SL123  | ۱۸ سپتامبر ۲۰۰۳ |
| ۱۶۷۱۲۳ | 2003 SU124  | ۱۸ سپتامبر ۲۰۰۳ |
| ۱۶۷۱۲۴ | 2003 SB134  | ۱۸ سپتامبر ۲۰۰۳ |
| ۱۶۷۱۲۵ | 2003 SZ137  | ۱۹ سپتامبر ۲۰۰۳ |
| ۱۶۷۱۲۶ | 2003 SS141  | ۲۰ سپتامبر ۲۰۰۳ |
| ۱۶۷۱۲۷ | 2003 SX143  | ۲۱ سپتامبر ۲۰۰۳ |
| ۱۶۷۱۲۸ | 2003 SK148  | ۱۶ سپتامبر ۲۰۰۳ |
| ۱۶۷۱۲۹ | 2003 SO155  | ۱۹ سپتامبر ۲۰۰۳ |
| ۱۶۷۱۳۰ | 2003 SL156  | ۱۹ سپتامبر ۲۰۰۳ |
| ۱۶۷۱۳۱ | 2003 SR159  | ۲۲ سپتامبر ۲۰۰۳ |
| ۱۶۷۱۳۲ | 2003 SX162  | ۱۹ سپتامبر ۲۰۰۳ |
| ۱۶۷۱۳۳ | 2003 SS164  | ۲۰ سپتامبر ۲۰۰۳ |
| ۱۶۷۱۳۴ | 2003 SF167  | ۲۲ سپتامبر ۲۰۰۳ |
| ۱۶۷۱۳۵ | 2003 SE178  | ۱۹ سپتامبر ۲۰۰۳ |
| ۱۶۷۱۳۶ | 2003 SG178  | ۱۹ سپتامبر ۲۰۰۳ |
| ۱۶۷۱۳۷ | 2003 SS184  | ۲۱ سپتامبر ۲۰۰۳ |
| ۱۶۷۱۳۸ | 2003 SP195  | ۲۰ سپتامبر ۲۰۰۳ |
| ۱۶۷۱۳۹ | 2003 SU195  | ۲۰ سپتامبر ۲۰۰۳ |
| ۱۶۷۱۴۰ | 2003 SP196  | ۲۰ سپتامبر ۲۰۰۳ |
| ۱۶۷۱۴۱ | 2003 SZ196  | ۲۱ سپتامبر ۲۰۰۳ |
| ۱۶۷۱۴۲ | 2003 SV199  | ۲۱ سپتامبر ۲۰۰۳ |
| ۱۶۷۱۴۳ | 2003 SD200  | ۲۱ سپتامبر ۲۰۰۳ |
| ۱۶۷۱۴۴ | 2003 SG200  | ۲۵ سپتامبر ۲۰۰۳ |
| ۱۶۷۱۴۵ | 2003 SS205  | ۲۵ سپتامبر ۲۰۰۳ |
| ۱۶۷۱۴۶ | 2003 ST207  | ۲۶ سپتامبر ۲۰۰۳ |
| ۱۶۷۱۴۷ | 2003 SZ207  | ۲۶ سپتامبر ۲۰۰۳ |
| ۱۶۷۱۴۸ | 2003 SO208  | ۲۳ سپتامبر ۲۰۰۳ |
| ۱۶۷۱۴۹ | 2003 SR210  | ۲۳ سپتامبر ۲۰۰۳ |
| ۱۶۷۱۵۰ | 2003 SR211  | ۲۵ سپتامبر ۲۰۰۳ |
| ۱۶۷۱۵۱ | 2003 SH212  | ۲۵ سپتامبر ۲۰۰۳ |
| ۱۶۷۱۵۲ | 2003 SM213  | ۲۶ سپتامبر ۲۰۰۳ |
| ۱۶۷۱۵۳ | 2003 SA218  | ۲۷ سپتامبر ۲۰۰۳ |
| ۱۶۷۱۵۴ | 2003 SC218  | ۲۷ سپتامبر ۲۰۰۳ |
| ۱۶۷۱۵۵ | 2003 SU218  | ۲۸ سپتامبر ۲۰۰۳ |
| ۱۶۷۱۵۶ | 2003 SA228  | ۲۷ سپتامبر ۲۰۰۳ |
| ۱۶۷۱۵۷ | 2003 SA234  | ۲۵ سپتامبر ۲۰۰۳ |
| ۱۶۷۱۵۸ | 2003 SD235  | ۲۶ سپتامبر ۲۰۰۳ |
| ۱۶۷۱۵۹ | 2003 SH235  | ۲۷ سپتامبر ۲۰۰۳ |
| ۱۶۷۱۶۰ | 2003 SY238  | ۲۷ سپتامبر ۲۰۰۳ |
| ۱۶۷۱۶۱ | 2003 SU244  | ۲۶ سپتامبر ۲۰۰۳ |
| ۱۶۷۱۶۲ | 2003 SW246  | ۲۶ سپتامبر ۲۰۰۳ |
| ۱۶۷۱۶۳ | 2003 SG247  | ۲۶ سپتامبر ۲۰۰۳ |
| ۱۶۷۱۶۴ | 2003 ST247  | ۲۶ سپتامبر ۲۰۰۳ |
| ۱۶۷۱۶۵ | 2003 SY247  | ۲۶ سپتامبر ۲۰۰۳ |
| ۱۶۷۱۶۶ | 2003 SR248  | ۲۶ سپتامبر ۲۰۰۳ |
| ۱۶۷۱۶۷ | 2003 SZ249  | ۲۶ سپتامبر ۲۰۰۳ |
| ۱۶۷۱۶۸ | 2003 SP250  | ۲۶ سپتامبر ۲۰۰۳ |
| ۱۶۷۱۶۹ | 2003 SH251  | ۲۶ سپتامبر ۲۰۰۳ |
| ۱۶۷۱۷۰ | 2003 SC252  | ۲۶ سپتامبر ۲۰۰۳ |
| ۱۶۷۱۷۱ | 2003 SP257  | ۲۸ سپتامبر ۲۰۰۳ |
| ۱۶۷۱۷۲ | 2003 SV257  | ۲۸ سپتامبر ۲۰۰۳ |
| ۱۶۷۱۷۳ | 2003 SN258  | ۲۸ سپتامبر ۲۰۰۳ |
| ۱۶۷۱۷۴ | 2003 SL260  | ۲۷ سپتامبر ۲۰۰۳ |
| ۱۶۷۱۷۵ | 2003 SO266  | ۲۹ سپتامبر ۲۰۰۳ |
| ۱۶۷۱۷۶ | 2003 SO269  | ۲۸ سپتامبر ۲۰۰۳ |
| ۱۶۷۱۷۷ | 2003 SD271  | ۲۵ سپتامبر ۲۰۰۳ |
| ۱۶۷۱۷۸ | 2003 SF272  | ۲۷ سپتامبر ۲۰۰۳ |
| ۱۶۷۱۷۹ | 2003 SK273  | ۲۷ سپتامبر ۲۰۰۳ |
| ۱۶۷۱۸۰ | 2003 SR273  | ۲۸ سپتامبر ۲۰۰۳ |
| ۱۶۷۱۸۱ | 2003 SH277  | ۳۰ سپتامبر ۲۰۰۳ |
| ۱۶۷۱۸۲ | 2003 SK281  | ۱۹ سپتامبر ۲۰۰۳ |
| ۱۶۷۱۸۳ | 2003 SU284  | ۲۰ سپتامبر ۲۰۰۳ |
| ۱۶۷۱۸۴ | 2003 SO286  | ۲۱ سپتامبر ۲۰۰۳ |
| ۱۶۷۱۸۵ | 2003 SZ287  | ۳۰ سپتامبر ۲۰۰۳ |
| ۱۶۷۱۸۶ | 2003 SO288  | ۲۸ سپتامبر ۲۰۰۳ |
| ۱۶۷۱۸۷ | 2003 SX294  | ۲۸ سپتامبر ۲۰۰۳ |
| ۱۶۷۱۸۸ | 2003 SA295  | ۲۸ سپتامبر ۲۰۰۳ |
| ۱۶۷۱۸۹ | 2003 SS299  | ۳۰ سپتامبر ۲۰۰۳ |
| ۱۶۷۱۹۰ | 2003 SR302  | ۱۷ سپتامبر ۲۰۰۳ |
| ۱۶۷۱۹۱ | 2003 SQ306  | ۳۰ سپتامبر ۲۰۰۳ |
| ۱۶۷۱۹۲ | 2003 SU309  | ۲۷ سپتامبر ۲۰۰۳ |
| ۱۶۷۱۹۳ | 2003 SD322  | ۲۷ سپتامبر ۲۰۰۳ |
| ۱۶۷۱۹۴ | 2003 SL322  | ۲۸ سپتامبر ۲۰۰۳ |
| ۱۶۷۱۹۵ | 2003 TP1    | ۲ اکتبر ۲۰۰۳    |
| ۱۶۷۱۹۶ | 2003 TN5    | ۲ اکتبر ۲۰۰۳    |
| ۱۶۷۱۹۷ | 2003 TO5    | ۲ اکتبر ۲۰۰۳    |
| ۱۶۷۱۹۸ | 2003 TV7    | ۱ اکتبر ۲۰۰۳    |
| ۱۶۷۱۹۹ | 2003 TT14   | ۱۴ اکتبر ۲۰۰۳   |
| ۱۶۷۲۰۰ | 2003 TO18   | ۱۵ اکتبر ۲۰۰۳   |
| ۱۶۷۲۰۱ | 2003 TE20   | ۱۴ اکتبر ۲۰۰۳   |
| ۱۶۷۲۰۲ | 2003 TO20   | ۱۴ اکتبر ۲۰۰۳   |
| ۱۶۷۲۰۳ | 2003 TW20   | ۱۵ اکتبر ۲۰۰۳   |
| ۱۶۷۲۰۴ | 2003 TO33   | ۱ اکتبر ۲۰۰۳    |
| ۱۶۷۲۰۵ | 2003 TR43   | ۲ اکتبر ۲۰۰۳    |
| ۱۶۷۲۰۶ | 2003 TP52   | ۵ اکتبر ۲۰۰۳    |
| ۱۶۷۲۰۷ | 2003 UH1    | ۱۶ اکتبر ۲۰۰۳   |
| ۱۶۷۲۰۸ | Lelekovice  | ۱۷ اکتبر ۲۰۰۳   |
| ۱۶۷۲۰۹ | 2003 UX13   | ۱۶ اکتبر ۲۰۰۳   |
| ۱۶۷۲۱۰ | 2003 UN14   | ۱۶ اکتبر ۲۰۰۳   |
| ۱۶۷۲۱۱ | 2003 UO16   | ۱۶ اکتبر ۲۰۰۳   |
| ۱۶۷۲۱۲ | 2003 UQ18   | ۱۹ اکتبر ۲۰۰۳   |
| ۱۶۷۲۱۳ | 2003 UC19   | ۲۰ اکتبر ۲۰۰۳   |
| ۱۶۷۲۱۴ | 2003 UA22   | ۲۲ اکتبر ۲۰۰۳   |
| ۱۶۷۲۱۵ | 2003 UC23   | ۲۱ اکتبر ۲۰۰۳   |
| ۱۶۷۲۱۶ | 2003 UH26   | ۲۴ اکتبر ۲۰۰۳   |
| ۱۶۷۲۱۷ | 2003 US28   | ۲۱ اکتبر ۲۰۰۳   |
| ۱۶۷۲۱۸ | 2003 UY30   | ۱۶ اکتبر ۲۰۰۳   |
| ۱۶۷۲۱۹ | 2003 UH31   | ۱۶ اکتبر ۲۰۰۳   |
| ۱۶۷۲۲۰ | 2003 UQ32   | ۱۶ اکتبر ۲۰۰۳   |
| ۱۶۷۲۲۱ | 2003 UA33   | ۱۶ اکتبر ۲۰۰۳   |
| ۱۶۷۲۲۲ | 2003 UT39   | ۱۶ اکتبر ۲۰۰۳   |
| ۱۶۷۲۲۳ | 2003 UE40   | ۱۶ اکتبر ۲۰۰۳   |
| ۱۶۷۲۲۴ | 2003 UD41   | ۱۶ اکتبر ۲۰۰۳   |
| ۱۶۷۲۲۵ | 2003 UJ45   | ۱۸ اکتبر ۲۰۰۳   |
| ۱۶۷۲۲۶ | 2003 UP45   | ۱۸ اکتبر ۲۰۰۳   |
| ۱۶۷۲۲۷ | 2003 UT47   | ۱۸ اکتبر ۲۰۰۳   |
| ۱۶۷۲۲۸ | 2003 UF53   | ۱۸ اکتبر ۲۰۰۳   |
| ۱۶۷۲۲۹ | 2003 UM56   | ۲۲ اکتبر ۲۰۰۳   |
| ۱۶۷۲۳۰ | 2003 UJ57   | ۲۶ اکتبر ۲۰۰۳   |
| ۱۶۷۲۳۱ | 2003 UE58   | ۱۶ اکتبر ۲۰۰۳   |
| ۱۶۷۲۳۲ | 2003 UC59   | ۱۶ اکتبر ۲۰۰۳   |
| ۱۶۷۲۳۳ | 2003 UX61   | ۱۶ اکتبر ۲۰۰۳   |
| ۱۶۷۲۳۴ | 2003 UB63   | ۱۶ اکتبر ۲۰۰۳   |
| ۱۶۷۲۳۵ | 2003 UJ64   | ۱۶ اکتبر ۲۰۰۳   |
| ۱۶۷۲۳۶ | 2003 UO64   | ۱۶ اکتبر ۲۰۰۳   |
| ۱۶۷۲۳۷ | 2003 UJ70   | ۱۸ اکتبر ۲۰۰۳   |
| ۱۶۷۲۳۸ | 2003 UY73   | ۱۶ اکتبر ۲۰۰۳   |
| ۱۶۷۲۳۹ | 2003 UZ75   | ۱۷ اکتبر ۲۰۰۳   |
| ۱۶۷۲۴۰ | 2003 UU81   | ۱۸ اکتبر ۲۰۰۳   |
| ۱۶۷۲۴۱ | 2003 UC91   | ۲۰ اکتبر ۲۰۰۳   |
| ۱۶۷۲۴۲ | 2003 US91   | ۲۰ اکتبر ۲۰۰۳   |
| ۱۶۷۲۴۳ | 2003 UQ94   | ۱۸ اکتبر ۲۰۰۳   |
| ۱۶۷۲۴۴ | 2003 UB95   | ۱۸ اکتبر ۲۰۰۳   |
| ۱۶۷۲۴۵ | 2003 UR96   | ۱۹ اکتبر ۲۰۰۳   |
| ۱۶۷۲۴۶ | 2003 UX96   | ۱۹ اکتبر ۲۰۰۳   |
| ۱۶۷۲۴۷ | 2003 UU97   | ۱۹ اکتبر ۲۰۰۳   |
| ۱۶۷۲۴۸ | 2003 UL99   | ۱۹ اکتبر ۲۰۰۳   |
| ۱۶۷۲۴۹ | 2003 UP99   | ۱۹ اکتبر ۲۰۰۳   |
| ۱۶۷۲۵۰ | 2003 UQ99   | ۱۹ اکتبر ۲۰۰۳   |
| ۱۶۷۲۵۱ | 2003 UJ104  | ۱۸ اکتبر ۲۰۰۳   |
| ۱۶۷۲۵۲ | 2003 UP109  | ۱۹ اکتبر ۲۰۰۳   |
| ۱۶۷۲۵۳ | 2003 UY109  | ۱۹ اکتبر ۲۰۰۳   |
| ۱۶۷۲۵۴ | 2003 UU113  | ۲۰ اکتبر ۲۰۰۳   |
| ۱۶۷۲۵۵ | 2003 UT115  | ۲۰ اکتبر ۲۰۰۳   |
| ۱۶۷۲۵۶ | 2003 UE117  | ۲۱ اکتبر ۲۰۰۳   |
| ۱۶۷۲۵۷ | 2003 UG118  | ۱۷ اکتبر ۲۰۰۳   |
| ۱۶۷۲۵۸ | 2003 UH120  | ۱۸ اکتبر ۲۰۰۳   |
| ۱۶۷۲۵۹ | 2003 UF121  | ۱۸ اکتبر ۲۰۰۳   |
| ۱۶۷۲۶۰ | 2003 UM122  | ۱۹ اکتبر ۲۰۰۳   |
| ۱۶۷۲۶۱ | 2003 UT122  | ۱۹ اکتبر ۲۰۰۳   |
| ۱۶۷۲۶۲ | 2003 UN123  | ۱۹ اکتبر ۲۰۰۳   |
| ۱۶۷۲۶۳ | 2003 UC127  | ۲۱ اکتبر ۲۰۰۳   |
| ۱۶۷۲۶۴ | 2003 UH127  | ۲۱ اکتبر ۲۰۰۳   |
| ۱۶۷۲۶۵ | 2003 UH129  | ۱۸ اکتبر ۲۰۰۳   |
| ۱۶۷۲۶۶ | 2003 UN129  | ۱۸ اکتبر ۲۰۰۳   |
| ۱۶۷۲۶۷ | 2003 UW131  | ۱۹ اکتبر ۲۰۰۳   |
| ۱۶۷۲۶۸ | 2003 UN137  | ۲۱ اکتبر ۲۰۰۳   |
| ۱۶۷۲۶۹ | 2003 UP142  | ۱۸ اکتبر ۲۰۰۳   |
| ۱۶۷۲۷۰ | 2003 UQ146  | ۱۸ اکتبر ۲۰۰۳   |
| ۱۶۷۲۷۱ | 2003 UY146  | ۱۸ اکتبر ۲۰۰۳   |
| ۱۶۷۲۷۲ | 2003 UP147  | ۱۸ اکتبر ۲۰۰۳   |
| ۱۶۷۲۷۳ | 2003 UK148  | ۱۹ اکتبر ۲۰۰۳   |
| ۱۶۷۲۷۴ | 2003 UT148  | ۱۹ اکتبر ۲۰۰۳   |
| ۱۶۷۲۷۵ | 2003 UU148  | ۱۹ اکتبر ۲۰۰۳   |
| ۱۶۷۲۷۶ | 2003 UR150  | ۲۰ اکتبر ۲۰۰۳   |
| ۱۶۷۲۷۷ | 2003 US150  | ۲۱ اکتبر ۲۰۰۳   |
| ۱۶۷۲۷۸ | 2003 UZ161  | ۲۱ اکتبر ۲۰۰۳   |
| ۱۶۷۲۷۹ | 2003 UD166  | ۲۱ اکتبر ۲۰۰۳   |
| ۱۶۷۲۸۰ | 2003 UB168  | ۲۲ اکتبر ۲۰۰۳   |
| ۱۶۷۲۸۱ | 2003 UB169  | ۲۲ اکتبر ۲۰۰۳   |
| ۱۶۷۲۸۲ | 2003 UT169  | ۲۲ اکتبر ۲۰۰۳   |
| ۱۶۷۲۸۳ | 2003 UH170  | ۲۲ اکتبر ۲۰۰۳   |
| ۱۶۷۲۸۴ | 2003 UR175  | ۲۱ اکتبر ۲۰۰۳   |
| ۱۶۷۲۸۵ | 2003 UP180  | ۲۱ اکتبر ۲۰۰۳   |
| ۱۶۷۲۸۶ | 2003 UZ180  | ۲۱ اکتبر ۲۰۰۳   |
| ۱۶۷۲۸۷ | 2003 UF181  | ۲۱ اکتبر ۲۰۰۳   |
| ۱۶۷۲۸۸ | 2003 US189  | ۲۲ اکتبر ۲۰۰۳   |
| ۱۶۷۲۸۹ | 2003 UX195  | ۲۰ اکتبر ۲۰۰۳   |
| ۱۶۷۲۹۰ | 2003 UU196  | ۲۱ اکتبر ۲۰۰۳   |
| ۱۶۷۲۹۱ | 2003 UX199  | ۲۱ اکتبر ۲۰۰۳   |
| ۱۶۷۲۹۲ | 2003 UD200  | ۲۱ اکتبر ۲۰۰۳   |
| ۱۶۷۲۹۳ | 2003 UN205  | ۲۲ اکتبر ۲۰۰۳   |
| ۱۶۷۲۹۴ | 2003 UB206  | ۲۲ اکتبر ۲۰۰۳   |
| ۱۶۷۲۹۵ | 2003 UC209  | ۲۳ اکتبر ۲۰۰۳   |
| ۱۶۷۲۹۶ | 2003 UF210  | ۲۳ اکتبر ۲۰۰۳   |
| ۱۶۷۲۹۷ | 2003 UD211  | ۲۳ اکتبر ۲۰۰۳   |
| ۱۶۷۲۹۸ | 2003 UA213  | ۲۳ اکتبر ۲۰۰۳   |
| ۱۶۷۲۹۹ | 2003 UR215  | ۲۱ اکتبر ۲۰۰۳   |
| ۱۶۷۳۰۰ | 2003 UV216  | ۲۱ اکتبر ۲۰۰۳   |
| ۱۶۷۳۰۱ | 2003 UB217  | ۲۱ اکتبر ۲۰۰۳   |
| ۱۶۷۳۰۲ | 2003 UG218  | ۲۱ اکتبر ۲۰۰۳   |
| ۱۶۷۳۰۳ | 2003 UJ222  | ۲۲ اکتبر ۲۰۰۳   |
| ۱۶۷۳۰۴ | 2003 UE223  | ۲۲ اکتبر ۲۰۰۳   |
| ۱۶۷۳۰۵ | 2003 UO227  | ۲۳ اکتبر ۲۰۰۳   |
| ۱۶۷۳۰۶ | 2003 UU228  | ۲۳ اکتبر ۲۰۰۳   |
| ۱۶۷۳۰۷ | 2003 UX232  | ۲۴ اکتبر ۲۰۰۳   |
| ۱۶۷۳۰۸ | 2003 UD233  | ۲۴ اکتبر ۲۰۰۳   |
| ۱۶۷۳۰۹ | 2003 UQ237  | ۲۳ اکتبر ۲۰۰۳   |
| ۱۶۷۳۱۰ | 2003 UP238  | ۲۴ اکتبر ۲۰۰۳   |
| ۱۶۷۳۱۱ | 2003 UE240  | ۲۴ اکتبر ۲۰۰۳   |
| ۱۶۷۳۱۲ | 2003 UG240  | ۲۴ اکتبر ۲۰۰۳   |
| ۱۶۷۳۱۳ | 2003 UV243  | ۲۴ اکتبر ۲۰۰۳   |
| ۱۶۷۳۱۴ | 2003 UU246  | ۲۴ اکتبر ۲۰۰۳   |
| ۱۶۷۳۱۵ | 2003 UA247  | ۲۴ اکتبر ۲۰۰۳   |
| ۱۶۷۳۱۶ | 2003 UH247  | ۲۴ اکتبر ۲۰۰۳   |
| ۱۶۷۳۱۷ | 2003 UD250  | ۲۵ اکتبر ۲۰۰۳   |
| ۱۶۷۳۱۸ | 2003 UO252  | ۲۶ اکتبر ۲۰۰۳   |
| ۱۶۷۳۱۹ | 2003 UH256  | ۲۵ اکتبر ۲۰۰۳   |
| ۱۶۷۳۲۰ | 2003 UV257  | ۲۵ اکتبر ۲۰۰۳   |
| ۱۶۷۳۲۱ | 2003 UO259  | ۲۵ اکتبر ۲۰۰۳   |
| ۱۶۷۳۲۲ | 2003 UU259  | ۲۵ اکتبر ۲۰۰۳   |
| ۱۶۷۳۲۳ | 2003 UE263  | ۲۷ اکتبر ۲۰۰۳   |
| ۱۶۷۳۲۴ | 2003 UG263  | ۲۷ اکتبر ۲۰۰۳   |
| ۱۶۷۳۲۵ | 2003 UM264  | ۲۷ اکتبر ۲۰۰۳   |
| ۱۶۷۳۲۶ | 2003 UV267  | ۲۸ اکتبر ۲۰۰۳   |
| ۱۶۷۳۲۷ | 2003 UU268  | ۲۸ اکتبر ۲۰۰۳   |
| ۱۶۷۳۲۸ | 2003 UU270  | ۱۷ اکتبر ۲۰۰۳   |
| ۱۶۷۳۲۹ | 2003 UC275  | ۲۹ اکتبر ۲۰۰۳   |
| ۱۶۷۳۳۰ | 2003 UT276  | ۳۰ اکتبر ۲۰۰۳   |
| ۱۶۷۳۳۱ | 2003 UX276  | ۳۰ اکتبر ۲۰۰۳   |
| ۱۶۷۳۳۲ | 2003 UG280  | ۲۷ اکتبر ۲۰۰۳   |
| ۱۶۷۳۳۳ | 2003 UM280  | ۲۷ اکتبر ۲۰۰۳   |
| ۱۶۷۳۳۴ | 2003 UF281  | ۲۸ اکتبر ۲۰۰۳   |
| ۱۶۷۳۳۵ | 2003 UH283  | ۲۹ اکتبر ۲۰۰۳   |
| ۱۶۷۳۳۶ | 2003 UA289  | ۲۳ اکتبر ۲۰۰۳   |
| ۱۶۷۳۳۷ | 2003 UY289  | ۲۳ اکتبر ۲۰۰۳   |
| ۱۶۷۳۳۸ | 2003 UR299  | ۱۶ اکتبر ۲۰۰۳   |
| ۱۶۷۳۳۹ | 2003 UN308  | ۱۹ اکتبر ۲۰۰۳   |
| ۱۶۷۳۴۰ | 2003 UT314  | ۱۶ اکتبر ۲۰۰۳   |
| ۱۶۷۳۴۰ | 2003 VG     | ۳ نوامبر ۲۰۰۳   |
| ۱۶۷۳۴۲ | 2003 VS1    | ۱ نوامبر ۲۰۰۳   |
| ۱۶۷۳۴۳ | 2003 VN7    | ۱۵ نوامبر ۲۰۰۳  |
| ۱۶۷۳۴۴ | 2003 VX7    | ۹ نوامبر ۲۰۰۳   |
| ۱۶۷۳۴۵ | 2003 VG8    | ۱۴ نوامبر ۲۰۰۳  |
| ۱۶۷۳۴۶ | 2003 VU8    | ۱۵ نوامبر ۲۰۰۳  |
| ۱۶۷۳۴۷ | 2003 WZ5    | ۱۸ نوامبر ۲۰۰۳  |
| ۱۶۷۳۴۸ | 2003 WV8    | ۱۶ نوامبر ۲۰۰۳  |
| ۱۶۷۳۴۹ | 2003 WA9    | ۱۶ نوامبر ۲۰۰۳  |
| ۱۶۷۳۵۰ | 2003 WL9    | ۱۸ نوامبر ۲۰۰۳  |
| ۱۶۷۳۵۱ | 2003 WY16   | ۱۸ نوامبر ۲۰۰۳  |
| ۱۶۷۳۵۲ | 2003 WJ26   | ۱۹ نوامبر ۲۰۰۳  |
| ۱۶۷۳۵۳ | 2003 WR27   | ۱۶ نوامبر ۲۰۰۳  |
| ۱۶۷۳۵۴ | 2003 WE28   | ۱۶ نوامبر ۲۰۰۳  |
| ۱۶۷۳۵۵ | 2003 WZ30   | ۱۸ نوامبر ۲۰۰۳  |
| ۱۶۷۳۵۶ | 2003 WA32   | ۱۸ نوامبر ۲۰۰۳  |
| ۱۶۷۳۵۷ | 2003 WM34   | ۱۹ نوامبر ۲۰۰۳  |
| ۱۶۷۳۵۸ | 2003 WD36   | ۱۹ نوامبر ۲۰۰۳  |
| ۱۶۷۳۵۹ | 2003 WN38   | ۱۹ نوامبر ۲۰۰۳  |
| ۱۶۷۳۶۰ | 2003 WQ40   | ۱۹ نوامبر ۲۰۰۳  |
| ۱۶۷۳۶۱ | 2003 WK42   | ۲۱ نوامبر ۲۰۰۳  |
| ۱۶۷۳۶۲ | 2003 WD45   | ۱۹ نوامبر ۲۰۰۳  |
| ۱۶۷۳۶۳ | 2003 WH46   | ۱۸ نوامبر ۲۰۰۳  |
| ۱۶۷۳۶۴ | 2003 WJ47   | ۱۸ نوامبر ۲۰۰۳  |
| ۱۶۷۳۶۵ | 2003 WS48   | ۱۹ نوامبر ۲۰۰۳  |
| ۱۶۷۳۶۶ | 2003 WL49   | ۱۹ نوامبر ۲۰۰۳  |
| ۱۶۷۳۶۷ | 2003 WQ54   | ۲۰ نوامبر ۲۰۰۳  |
| ۱۶۷۳۶۸ | 2003 WG58   | ۱۸ نوامبر ۲۰۰۳  |
| ۱۶۷۳۶۹ | 2003 WE60   | ۱۸ نوامبر ۲۰۰۳  |
| ۱۶۷۳۷۰ | 2003 WB61   | ۱۹ نوامبر ۲۰۰۳  |
| ۱۶۷۳۷۱ | 2003 WC61   | ۱۹ نوامبر ۲۰۰۳  |
| ۱۶۷۳۷۲ | 2003 WK62   | ۱۹ نوامبر ۲۰۰۳  |
| ۱۶۷۳۷۳ | 2003 WM64   | ۱۹ نوامبر ۲۰۰۳  |
| ۱۶۷۳۷۴ | 2003 WM65   | ۱۹ نوامبر ۲۰۰۳  |
| ۱۶۷۳۷۵ | 2003 WF66   | ۱۹ نوامبر ۲۰۰۳  |
| ۱۶۷۳۷۶ | 2003 WH67   | ۱۹ نوامبر ۲۰۰۳  |
| ۱۶۷۳۷۷ | 2003 WJ67   | ۱۹ نوامبر ۲۰۰۳  |
| ۱۶۷۳۷۸ | 2003 WM67   | ۱۹ نوامبر ۲۰۰۳  |
| ۱۶۷۳۷۹ | 2003 WW67   | ۱۹ نوامبر ۲۰۰۳  |
| ۱۶۷۳۸۰ | 2003 WF68   | ۱۹ نوامبر ۲۰۰۳  |
| ۱۶۷۳۸۱ | 2003 WL72   | ۲۰ نوامبر ۲۰۰۳  |
| ۱۶۷۳۸۲ | 2003 WM72   | ۲۰ نوامبر ۲۰۰۳  |
| ۱۶۷۳۸۳ | 2003 WY73   | ۲۰ نوامبر ۲۰۰۳  |
| ۱۶۷۳۸۴ | 2003 WC75   | ۲۰ نوامبر ۲۰۰۳  |
| ۱۶۷۳۸۵ | 2003 WX78   | ۲۰ نوامبر ۲۰۰۳  |
| ۱۶۷۳۸۶ | 2003 WB79   | ۲۰ نوامبر ۲۰۰۳  |
| ۱۶۷۳۸۷ | 2003 WN80   | ۲۰ نوامبر ۲۰۰۳  |
| ۱۶۷۳۸۸ | 2003 WW84   | ۱۹ نوامبر ۲۰۰۳  |
| ۱۶۷۳۸۹ | 2003 WN88   | ۲۳ نوامبر ۲۰۰۳  |
| ۱۶۷۳۹۰ | 2003 WT88   | ۱۶ نوامبر ۲۰۰۳  |
| ۱۶۷۳۹۱ | 2003 WN91   | ۱۸ نوامبر ۲۰۰۳  |
| ۱۶۷۳۹۲ | 2003 WV93   | ۱۹ نوامبر ۲۰۰۳  |
| ۱۶۷۳۹۳ | 2003 WK95   | ۱۹ نوامبر ۲۰۰۳  |
| ۱۶۷۳۹۴ | 2003 WU95   | ۱۹ نوامبر ۲۰۰۳  |
| ۱۶۷۳۹۵ | 2003 WX96   | ۱۹ نوامبر ۲۰۰۳  |
| ۱۶۷۳۹۶ | 2003 WZ98   | ۲۰ نوامبر ۲۰۰۳  |
| ۱۶۷۳۹۷ | 2003 WL100  | ۲۰ نوامبر ۲۰۰۳  |
| ۱۶۷۳۹۸ | 2003 WN101  | ۲۱ نوامبر ۲۰۰۳  |
| ۱۶۷۳۹۹ | 2003 WX101  | ۲۱ نوامبر ۲۰۰۳  |
| ۱۶۷۴۰۰ | 2003 WZ101  | ۲۱ نوامبر ۲۰۰۳  |
| ۱۶۷۴۰۱ | 2003 WS112  | ۲۰ نوامبر ۲۰۰۳  |
| ۱۶۷۴۰۲ | 2003 WB113  | ۲۰ نوامبر ۲۰۰۳  |
| ۱۶۷۴۰۳ | 2003 WK116  | ۲۰ نوامبر ۲۰۰۳  |
| ۱۶۷۴۰۴ | 2003 WL116  | ۲۰ نوامبر ۲۰۰۳  |
| ۱۶۷۴۰۵ | 2003 WP118  | ۲۰ نوامبر ۲۰۰۳  |
| ۱۶۷۴۰۶ | 2003 WU118  | ۲۰ نوامبر ۲۰۰۳  |
| ۱۶۷۴۰۷ | 2003 WH120  | ۲۰ نوامبر ۲۰۰۳  |
| ۱۶۷۴۰۸ | 2003 WH124  | ۲۰ نوامبر ۲۰۰۳  |
| ۱۶۷۴۰۹ | 2003 WO125  | ۲۰ نوامبر ۲۰۰۳  |
| ۱۶۷۴۱۰ | 2003 WB127  | ۲۰ نوامبر ۲۰۰۳  |
| ۱۶۷۴۱۱ | 2003 WW130  | ۲۱ نوامبر ۲۰۰۳  |
| ۱۶۷۴۱۲ | 2003 WQ131  | ۲۱ نوامبر ۲۰۰۳  |
| ۱۶۷۴۱۳ | 2003 WJ132  | ۱۹ نوامبر ۲۰۰۳  |
| ۱۶۷۴۱۴ | 2003 WA134  | ۲۱ نوامبر ۲۰۰۳  |
| ۱۶۷۴۱۵ | 2003 WZ134  | ۲۱ نوامبر ۲۰۰۳  |
| ۱۶۷۴۱۶ | 2003 WY135  | ۲۱ نوامبر ۲۰۰۳  |
| ۱۶۷۴۱۷ | 2003 WP139  | ۲۱ نوامبر ۲۰۰۳  |
| ۱۶۷۴۱۸ | 2003 WF141  | ۲۱ نوامبر ۲۰۰۳  |
| ۱۶۷۴۱۹ | 2003 WP141  | ۲۱ نوامبر ۲۰۰۳  |
| ۱۶۷۴۲۰ | 2003 WT143  | ۲۰ نوامبر ۲۰۰۳  |
| ۱۶۷۴۲۱ | 2003 WV143  | ۲۰ نوامبر ۲۰۰۳  |
| ۱۶۷۴۲۲ | 2003 WS148  | ۲۴ نوامبر ۲۰۰۳  |
| ۱۶۷۴۲۳ | 2003 WH149  | ۲۴ نوامبر ۲۰۰۳  |
| ۱۶۷۴۲۴ | 2003 WK150  | ۲۴ نوامبر ۲۰۰۳  |
| ۱۶۷۴۲۵ | 2003 WC153  | ۲۶ نوامبر ۲۰۰۳  |
| ۱۶۷۴۲۶ | 2003 WQ154  | ۲۶ نوامبر ۲۰۰۳  |
| ۱۶۷۴۲۷ | 2003 WP155  | ۲۶ نوامبر ۲۰۰۳  |
| ۱۶۷۴۲۸ | 2003 WQ155  | ۲۶ نوامبر ۲۰۰۳  |
| ۱۶۷۴۲۹ | 2003 WX157  | ۲۸ نوامبر ۲۰۰۳  |
| ۱۶۷۴۳۰ | 2003 WW159  | ۳۰ نوامبر ۲۰۰۳  |
| ۱۶۷۴۳۱ | 2003 WM162  | ۳۰ نوامبر ۲۰۰۳  |
| ۱۶۷۴۳۲ | 2003 WD165  | ۳۰ نوامبر ۲۰۰۳  |
| ۱۶۷۴۳۳ | 2003 WW169  | ۱۹ نوامبر ۲۰۰۳  |
| ۱۶۷۴۳۴ | 2003 WL170  | ۲۰ نوامبر ۲۰۰۳  |
| ۱۶۷۴۳۵ | 2003 WO171  | ۲۳ نوامبر ۲۰۰۳  |
| ۱۶۷۴۳۶ | 2003 WU174  | ۱۹ نوامبر ۲۰۰۳  |
| ۱۶۷۴۳۷ | 2003 WL176  | ۱۹ نوامبر ۲۰۰۳  |
| ۱۶۷۴۳۸ | 2003 WL190  | ۲۶ نوامبر ۲۰۰۳  |
| ۱۶۷۴۳۹ | 2003 WF193  | ۱۸ نوامبر ۲۰۰۳  |
| ۱۶۷۴۴۰ | 2003 XT4    | ۱ دسامبر ۲۰۰۳   |
| ۱۶۷۴۴۱ | 2003 XC6    | ۳ دسامبر ۲۰۰۳   |
| ۱۶۷۴۴۲ | 2003 XG6    | ۳ دسامبر ۲۰۰۳   |
| ۱۶۷۴۴۳ | 2003 XX6    | ۳ دسامبر ۲۰۰۳   |
| ۱۶۷۴۴۴ | 2003 XK7    | ۱ دسامبر ۲۰۰۳   |
| ۱۶۷۴۴۵ | 2003 XL7    | ۱ دسامبر ۲۰۰۳   |
| ۱۶۷۴۴۶ | 2003 XH8    | ۴ دسامبر ۲۰۰۳   |
| ۱۶۷۴۴۷ | 2003 XQ8    | ۴ دسامبر ۲۰۰۳   |
| ۱۶۷۴۴۸ | 2003 XS8    | ۴ دسامبر ۲۰۰۳   |
| ۱۶۷۴۴۹ | 2003 XP9    | ۴ دسامبر ۲۰۰۳   |
| ۱۶۷۴۵۰ | 2003 XU9    | ۴ دسامبر ۲۰۰۳   |
| ۱۶۷۴۵۱ | 2003 XA10   | ۴ دسامبر ۲۰۰۳   |
| ۱۶۷۴۵۲ | 2003 XG17   | ۱۴ دسامبر ۲۰۰۳  |
| ۱۶۷۴۵۳ | 2003 XB25   | ۱ دسامبر ۲۰۰۳   |
| ۱۶۷۴۵۴ | 2003 XC37   | ۳ دسامبر ۲۰۰۳   |
| ۱۶۷۴۵۵ | 2003 XQ37   | ۴ دسامبر ۲۰۰۳   |
| ۱۶۷۴۵۵ | 2003 YP     | ۱۶ دسامبر ۲۰۰۳  |
| ۱۶۷۴۵۷ | 2003 YD3    | ۱۷ دسامبر ۲۰۰۳  |
| ۱۶۷۴۵۸ | 2003 YE3    | ۱۸ دسامبر ۲۰۰۳  |
| ۱۶۷۴۵۹ | 2003 YY6    | ۱۷ دسامبر ۲۰۰۳  |
| ۱۶۷۴۶۰ | 2003 YO7    | ۱۸ دسامبر ۲۰۰۳  |
| ۱۶۷۴۶۱ | 2003 YX15   | ۱۷ دسامبر ۲۰۰۳  |
| ۱۶۷۴۶۲ | 2003 YP16   | ۱۷ دسامبر ۲۰۰۳  |
| ۱۶۷۴۶۳ | 2003 YU20   | ۱۷ دسامبر ۲۰۰۳  |
| ۱۶۷۴۶۴ | 2003 YF21   | ۱۷ دسامبر ۲۰۰۳  |
| ۱۶۷۴۶۵ | 2003 YP21   | ۱۷ دسامبر ۲۰۰۳  |
| ۱۶۷۴۶۶ | 2003 YA24   | ۱۷ دسامبر ۲۰۰۳  |
| ۱۶۷۴۶۷ | 2003 YB27   | ۱۶ دسامبر ۲۰۰۳  |
| ۱۶۷۴۶۸ | 2003 YR28   | ۱۷ دسامبر ۲۰۰۳  |
| ۱۶۷۴۶۹ | 2003 YW33   | ۱۷ دسامبر ۲۰۰۳  |
| ۱۶۷۴۷۰ | 2003 YK35   | ۱۹ دسامبر ۲۰۰۳  |
| ۱۶۷۴۷۱ | 2003 YH40   | ۱۹ دسامبر ۲۰۰۳  |
| ۱۶۷۴۷۲ | 2003 YU41   | ۱۹ دسامبر ۲۰۰۳  |
| ۱۶۷۴۷۳ | 2003 YE42   | ۱۹ دسامبر ۲۰۰۳  |
| ۱۶۷۴۷۴ | 2003 YM42   | ۱۹ دسامبر ۲۰۰۳  |
| ۱۶۷۴۷۵ | 2003 YW44   | ۱۹ دسامبر ۲۰۰۳  |
| ۱۶۷۴۷۶ | 2003 YB51   | ۱۸ دسامبر ۲۰۰۳  |
| ۱۶۷۴۷۷ | 2003 YV51   | ۱۸ دسامبر ۲۰۰۳  |
| ۱۶۷۴۷۸ | 2003 YH52   | ۱۸ دسامبر ۲۰۰۳  |
| ۱۶۷۴۷۹ | 2003 YT53   | ۱۹ دسامبر ۲۰۰۳  |
| ۱۶۷۴۸۰ | 2003 YZ54   | ۱۹ دسامبر ۲۰۰۳  |
| ۱۶۷۴۸۱ | 2003 YF57   | ۱۹ دسامبر ۲۰۰۳  |
| ۱۶۷۴۸۲ | 2003 YH57   | ۱۹ دسامبر ۲۰۰۳  |
| ۱۶۷۴۸۳ | 2003 YR58   | ۱۹ دسامبر ۲۰۰۳  |
| ۱۶۷۴۸۴ | 2003 YJ63   | ۱۹ دسامبر ۲۰۰۳  |
| ۱۶۷۴۸۵ | 2003 YS63   | ۱۹ دسامبر ۲۰۰۳  |
| ۱۶۷۴۸۶ | 2003 YT64   | ۱۹ دسامبر ۲۰۰۳  |
| ۱۶۷۴۸۷ | 2003 YE65   | ۱۹ دسامبر ۲۰۰۳  |
| ۱۶۷۴۸۸ | 2003 YN66   | ۲۰ دسامبر ۲۰۰۳  |
| ۱۶۷۴۸۹ | 2003 YX70   | ۱۸ دسامبر ۲۰۰۳  |
| ۱۶۷۴۹۰ | 2003 YU71   | ۱۸ دسامبر ۲۰۰۳  |
| ۱۶۷۴۹۱ | 2003 YJ76   | ۱۸ دسامبر ۲۰۰۳  |
| ۱۶۷۴۹۲ | 2003 YF80   | ۱۸ دسامبر ۲۰۰۳  |
| ۱۶۷۴۹۳ | 2003 YJ83   | ۱۸ دسامبر ۲۰۰۳  |
| ۱۶۷۴۹۴ | 2003 YO83   | ۱۹ دسامبر ۲۰۰۳  |
| ۱۶۷۴۹۵ | 2003 YT83   | ۱۹ دسامبر ۲۰۰۳  |
| ۱۶۷۴۹۶ | 2003 YE84   | ۱۹ دسامبر ۲۰۰۳  |
| ۱۶۷۴۹۷ | 2003 YT84   | ۱۹ دسامبر ۲۰۰۳  |
| ۱۶۷۴۹۸ | 2003 YV85   | ۱۹ دسامبر ۲۰۰۳  |
| ۱۶۷۴۹۹ | 2003 YR87   | ۱۹ دسامبر ۲۰۰۳  |
| ۱۶۷۵۰۰ | 2003 YX88   | ۱۹ دسامبر ۲۰۰۳  |
| ۱۶۷۵۰۱ | 2003 YV89   | ۱۹ دسامبر ۲۰۰۳  |
| ۱۶۷۵۰۲ | 2003 YQ90   | ۲۰ دسامبر ۲۰۰۳  |
| ۱۶۷۵۰۳ | 2003 YF93   | ۲۱ دسامبر ۲۰۰۳  |
| ۱۶۷۵۰۴ | 2003 YW94   | ۱۹ دسامبر ۲۰۰۳  |
| ۱۶۷۵۰۵ | 2003 YM103  | ۲۰ دسامبر ۲۰۰۳  |
| ۱۶۷۵۰۶ | 2003 YB105  | ۲۱ دسامبر ۲۰۰۳  |
| ۱۶۷۵۰۷ | 2003 YY105  | ۲۲ دسامبر ۲۰۰۳  |
| ۱۶۷۵۰۸ | 2003 YO107  | ۱۷ دسامبر ۲۰۰۳  |
| ۱۶۷۵۰۹ | 2003 YS113  | ۲۳ دسامبر ۲۰۰۳  |
| ۱۶۷۵۱۰ | 2003 YE114  | ۲۵ دسامبر ۲۰۰۳  |
| ۱۶۷۵۱۱ | 2003 YW115  | ۲۷ دسامبر ۲۰۰۳  |
| ۱۶۷۵۱۲ | 2003 YN122  | ۲۷ دسامبر ۲۰۰۳  |
| ۱۶۷۵۱۳ | 2003 YX128  | ۲۷ دسامبر ۲۰۰۳  |
| ۱۶۷۵۱۴ | 2003 YT131  | ۲۸ دسامبر ۲۰۰۳  |
| ۱۶۷۵۱۵ | 2003 YL138  | ۲۷ دسامبر ۲۰۰۳  |
| ۱۶۷۵۱۶ | 2003 YO138  | ۲۷ دسامبر ۲۰۰۳  |
| ۱۶۷۵۱۷ | 2003 YH139  | ۲۸ دسامبر ۲۰۰۳  |
| ۱۶۷۵۱۸ | 2003 YP139  | ۲۸ دسامبر ۲۰۰۳  |
| ۱۶۷۵۱۹ | 2003 YD140  | ۲۸ دسامبر ۲۰۰۳  |
| ۱۶۷۵۲۰ | 2003 YB142  | ۲۸ دسامبر ۲۰۰۳  |
| ۱۶۷۵۲۱ | 2003 YC147  | ۲۹ دسامبر ۲۰۰۳  |
| ۱۶۷۵۲۲ | 2003 YQ147  | ۲۹ دسامبر ۲۰۰۳  |
| ۱۶۷۵۲۳ | 2003 YX147  | ۲۹ دسامبر ۲۰۰۳  |
| ۱۶۷۵۲۴ | 2003 YZ147  | ۲۹ دسامبر ۲۰۰۳  |
| ۱۶۷۵۲۵ | 2003 YJ148  | ۲۹ دسامبر ۲۰۰۳  |
| ۱۶۷۵۲۶ | 2003 YF150  | ۲۹ دسامبر ۲۰۰۳  |
| ۱۶۷۵۲۷ | 2003 YF151  | ۲۹ دسامبر ۲۰۰۳  |
| ۱۶۷۵۲۸ | 2003 YO151  | ۲۹ دسامبر ۲۰۰۳  |
| ۱۶۷۵۲۹ | 2003 YA153  | ۲۹ دسامبر ۲۰۰۳  |
| ۱۶۷۵۳۰ | 2003 YV153  | ۲۹ دسامبر ۲۰۰۳  |
| ۱۶۷۵۳۱ | 2003 YQ155  | ۲۶ دسامبر ۲۰۰۳  |
| ۱۶۷۵۳۲ | 2003 YX155  | ۳۰ دسامبر ۲۰۰۳  |
| ۱۶۷۵۳۳ | 2003 YB159  | ۱۷ دسامبر ۲۰۰۳  |
| ۱۶۷۵۳۴ | 2003 YF161  | ۱۷ دسامبر ۲۰۰۳  |
| ۱۶۷۵۳۵ | 2003 YO161  | ۱۷ دسامبر ۲۰۰۳  |
| ۱۶۷۵۳۶ | 2003 YE169  | ۱۸ دسامبر ۲۰۰۳  |
| ۱۶۷۵۳۷ | 2003 YX175  | ۲۱ دسامبر ۲۰۰۳  |
| ۱۶۷۵۳۸ | 2004 AM1    | ۱۲ ژانویه ۲۰۰۴  |
| ۱۶۷۵۳۹ | 2004 AJ2    | ۱۳ ژانویه ۲۰۰۴  |
| ۱۶۷۵۴۰ | 2004 AJ4    | ۱۵ ژانویه ۲۰۰۴  |
| ۱۶۷۵۴۱ | 2004 AP5    | ۱۳ ژانویه ۲۰۰۴  |
| ۱۶۷۵۴۲ | 2004 AQ6    | ۱۵ ژانویه ۲۰۰۴  |
| ۱۶۷۵۴۳ | 2004 AV10   | ۳ ژانویه ۲۰۰۴   |
| ۱۶۷۵۴۴ | 2004 AH11   | ۱۲ ژانویه ۲۰۰۴  |
| ۱۶۷۵۴۵ | 2004 AR12   | ۱۳ ژانویه ۲۰۰۴  |
| ۱۶۷۵۴۶ | 2004 AG13   | ۱۳ ژانویه ۲۰۰۴  |
| ۱۶۷۵۴۷ | 2004 AG16   | ۱۵ ژانویه ۲۰۰۴  |
| ۱۶۷۵۴۸ | 2004 AR26   | ۱۳ ژانویه ۲۰۰۴  |
| ۱۶۷۵۴۹ | 2004 BR1    | ۱۶ ژانویه ۲۰۰۴  |
| ۱۶۷۵۵۰ | 2004 BK3    | ۱۶ ژانویه ۲۰۰۴  |
| ۱۶۷۵۵۱ | 2004 BF9    | ۱۷ ژانویه ۲۰۰۴  |
| ۱۶۷۵۵۲ | 2004 BU9    | ۱۶ ژانویه ۲۰۰۴  |
| ۱۶۷۵۵۳ | 2004 BO13   | ۱۷ ژانویه ۲۰۰۴  |
| ۱۶۷۵۵۴ | 2004 BJ16   | ۱۸ ژانویه ۲۰۰۴  |
| ۱۶۷۵۵۵ | 2004 BL18   | ۱۷ ژانویه ۲۰۰۴  |
| ۱۶۷۵۵۶ | 2004 BZ23   | ۱۹ ژانویه ۲۰۰۴  |
| ۱۶۷۵۵۷ | 2004 BR32   | ۱۹ ژانویه ۲۰۰۴  |
| ۱۶۷۵۵۸ | 2004 BX35   | ۱۹ ژانویه ۲۰۰۴  |
| ۱۶۷۵۵۹ | 2004 BL37   | ۱۹ ژانویه ۲۰۰۴  |
| ۱۶۷۵۶۰ | 2004 BR37   | ۱۹ ژانویه ۲۰۰۴  |
| ۱۶۷۵۶۱ | 2004 BX39   | ۲۱ ژانویه ۲۰۰۴  |
| ۱۶۷۵۶۲ | 2004 BY40   | ۲۱ ژانویه ۲۰۰۴  |
| ۱۶۷۵۶۳ | 2004 BT41   | ۱۹ ژانویه ۲۰۰۴  |
| ۱۶۷۵۶۴ | 2004 BY41   | ۱۹ ژانویه ۲۰۰۴  |
| ۱۶۷۵۶۵ | 2004 BQ43   | ۲۲ ژانویه ۲۰۰۴  |
| ۱۶۷۵۶۶ | 2004 BU45   | ۲۱ ژانویه ۲۰۰۴  |
| ۱۶۷۵۶۷ | 2004 BA46   | ۲۱ ژانویه ۲۰۰۴  |
| ۱۶۷۵۶۸ | 2004 BR48   | ۲۱ ژانویه ۲۰۰۴  |
| ۱۶۷۵۶۹ | 2004 BG51   | ۲۱ ژانویه ۲۰۰۴  |
| ۱۶۷۵۷۰ | 2004 BG52   | ۲۱ ژانویه ۲۰۰۴  |
| ۱۶۷۵۷۱ | 2004 BQ52   | ۲۱ ژانویه ۲۰۰۴  |
| ۱۶۷۵۷۲ | 2004 BD61   | ۲۱ ژانویه ۲۰۰۴  |
| ۱۶۷۵۷۳ | 2004 BR61   | ۲۲ ژانویه ۲۰۰۴  |
| ۱۶۷۵۷۴ | 2004 BW61   | ۲۲ ژانویه ۲۰۰۴  |
| ۱۶۷۵۷۵ | 2004 BR62   | ۲۲ ژانویه ۲۰۰۴  |
| ۱۶۷۵۷۶ | 2004 BQ69   | ۱۹ ژانویه ۲۰۰۴  |
| ۱۶۷۵۷۷ | 2004 BK71   | ۲۲ ژانویه ۲۰۰۴  |
| ۱۶۷۵۷۸ | 2004 BM72   | ۲۳ ژانویه ۲۰۰۴  |
| ۱۶۷۵۷۹ | 2004 BF73   | ۲۴ ژانویه ۲۰۰۴  |
| ۱۶۷۵۸۰ | 2004 BP76   | ۲۵ ژانویه ۲۰۰۴  |
| ۱۶۷۵۸۱ | 2004 BV76   | ۲۵ ژانویه ۲۰۰۴  |
| ۱۶۷۵۸۲ | 2004 BG82   | ۲۷ ژانویه ۲۰۰۴  |
| ۱۶۷۵۸۳ | 2004 BY89   | ۲۳ ژانویه ۲۰۰۴  |
| ۱۶۷۵۸۴ | 2004 BK90   | ۲۴ ژانویه ۲۰۰۴  |
| ۱۶۷۵۸۵ | 2004 BY92   | ۲۷ ژانویه ۲۰۰۴  |
| ۱۶۷۵۸۶ | 2004 BK94   | ۲۸ ژانویه ۲۰۰۴  |
| ۱۶۷۵۸۷ | 2004 BF95   | ۲۸ ژانویه ۲۰۰۴  |
| ۱۶۷۵۸۸ | 2004 BX100  | ۲۸ ژانویه ۲۰۰۴  |
| ۱۶۷۵۸۹ | 2004 BQ104  | ۲۳ ژانویه ۲۰۰۴  |
| ۱۶۷۵۹۰ | 2004 BR105  | ۲۶ ژانویه ۲۰۰۴  |
| ۱۶۷۵۹۱ | 2004 BS105  | ۲۶ ژانویه ۲۰۰۴  |
| ۱۶۷۵۹۲ | 2004 BR106  | ۲۶ ژانویه ۲۰۰۴  |
| ۱۶۷۵۹۳ | 2004 BJ107  | ۲۸ ژانویه ۲۰۰۴  |
| ۱۶۷۵۹۴ | 2004 BD111  | ۲۹ ژانویه ۲۰۰۴  |
| ۱۶۷۵۹۵ | 2004 BC112  | ۲۴ ژانویه ۲۰۰۴  |
| ۱۶۷۵۹۶ | 2004 BL116  | ۲۶ ژانویه ۲۰۰۴  |
| ۱۶۷۵۹۷ | 2004 BT116  | ۲۷ ژانویه ۲۰۰۴  |
| ۱۶۷۵۹۸ | 2004 BD117  | ۲۸ ژانویه ۲۰۰۴  |
| ۱۶۷۵۹۹ | 2004 BU117  | ۲۹ ژانویه ۲۰۰۴  |
| ۱۶۷۶۰۰ | 2004 BW120  | ۳۱ ژانویه ۲۰۰۴  |
| ۱۶۷۶۰۱ | 2004 BJ124  | ۱۸ ژانویه ۲۰۰۴  |
| ۱۶۷۶۰۲ | 2004 BW137  | ۱۹ ژانویه ۲۰۰۴  |
| ۱۶۷۶۰۳ | 2004 BZ138  | ۱۹ ژانویه ۲۰۰۴  |
| ۱۶۷۶۰۴ | 2004 BN146  | ۲۲ ژانویه ۲۰۰۴  |
| ۱۶۷۶۰۵ | 2004 BA151  | ۱۸ ژانویه ۲۰۰۴  |
| ۱۶۷۶۰۶ | 2004 BZ151  | ۱۸ ژانویه ۲۰۰۴  |
| ۱۶۷۶۰۷ | 2004 BF157  | ۲۸ ژانویه ۲۰۰۴  |
| ۱۶۷۶۰۸ | 2004 CB1    | ۱۰ فوریه ۲۰۰۴   |
| ۱۶۷۶۰۹ | 2004 CD1    | ۱ فوریه ۲۰۰۴    |
| ۱۶۷۶۱۰ | 2004 CS1    | ۱۱ فوریه ۲۰۰۴   |
| ۱۶۷۶۱۱ | 2004 CN7    | ۱۰ فوریه ۲۰۰۴   |
| ۱۶۷۶۱۲ | 2004 CF9    | ۱۱ فوریه ۲۰۰۴   |
| ۱۶۷۶۱۳ | 2004 CW9    | ۱۱ فوریه ۲۰۰۴   |
| ۱۶۷۶۱۴ | 2004 CJ12   | ۱۱ فوریه ۲۰۰۴   |
| ۱۶۷۶۱۵ | 2004 CK13   | ۱۱ فوریه ۲۰۰۴   |
| ۱۶۷۶۱۶ | 2004 CH15   | ۱۱ فوریه ۲۰۰۴   |
| ۱۶۷۶۱۷ | 2004 CJ21   | ۱۱ فوریه ۲۰۰۴   |
| ۱۶۷۶۱۸ | 2004 CV24   | ۱۲ فوریه ۲۰۰۴   |
| ۱۶۷۶۱۹ | 2004 CW34   | ۱۳ فوریه ۲۰۰۴   |
| ۱۶۷۶۲۰ | 2004 CM35   | ۱۱ فوریه ۲۰۰۴   |
| ۱۶۷۶۲۱ | 2004 CU35   | ۱۱ فوریه ۲۰۰۴   |
| ۱۶۷۶۲۲ | 2004 CA44   | ۱۲ فوریه ۲۰۰۴   |
| ۱۶۷۶۲۳ | 2004 CQ50   | ۳ فوریه ۲۰۰۴    |
| ۱۶۷۶۲۴ | 2004 CP51   | ۱۴ فوریه ۲۰۰۴   |
| ۱۶۷۶۲۵ | 2004 CJ57   | ۱۱ فوریه ۲۰۰۴   |
| ۱۶۷۶۲۶ | 2004 CX60   | ۱۱ فوریه ۲۰۰۴   |
| ۱۶۷۶۲۷ | 2004 CD71   | ۱۲ فوریه ۲۰۰۴   |
| ۱۶۷۶۲۸ | 2004 CS76   | ۱۱ فوریه ۲۰۰۴   |
| ۱۶۷۶۲۹ | 2004 CZ76   | ۱۱ فوریه ۲۰۰۴   |
| ۱۶۷۶۳۰ | 2004 CC79   | ۱۱ فوریه ۲۰۰۴   |
| ۱۶۷۶۳۱ | 2004 CE87   | ۱۱ فوریه ۲۰۰۴   |
| ۱۶۷۶۳۲ | 2004 CO94   | ۱۲ فوریه ۲۰۰۴   |
| ۱۶۷۶۳۳ | 2004 CA107  | ۱۴ فوریه ۲۰۰۴   |
| ۱۶۷۶۳۴ | 2004 CQ111  | ۱۳ فوریه ۲۰۰۴   |
| ۱۶۷۶۳۵ | 2004 CM113  | ۱۳ فوریه ۲۰۰۴   |
| ۱۶۷۶۳۶ | 2004 CX113  | ۱۳ فوریه ۲۰۰۴   |
| ۱۶۷۶۳۷ | 2004 CD114  | ۱۳ فوریه ۲۰۰۴   |
| ۱۶۷۶۳۸ | 2004 CX119  | ۱۲ فوریه ۲۰۰۴   |
| ۱۶۷۶۳۹ | 2004 CX126  | ۱۳ فوریه ۲۰۰۴   |
| ۱۶۷۶۳۹ | 2004 DU     | ۱۶ فوریه ۲۰۰۴   |
| ۱۶۷۶۴۱ | 2004 DH4    | ۱۶ فوریه ۲۰۰۴   |
| ۱۶۷۶۴۲ | 2004 DK10   | ۱۸ فوریه ۲۰۰۴   |
| ۱۶۷۶۴۳ | 2004 DP14   | ۱۶ فوریه ۲۰۰۴   |
| ۱۶۷۶۴۴ | 2004 DW18   | ۱۶ فوریه ۲۰۰۴   |
| ۱۶۷۶۴۵ | 2004 DU29   | ۱۷ فوریه ۲۰۰۴   |
| ۱۶۷۶۴۶ | 2004 DS31   | ۱۷ فوریه ۲۰۰۴   |
| ۱۶۷۶۴۷ | 2004 DW37   | ۱۹ فوریه ۲۰۰۴   |
| ۱۶۷۶۴۸ | 2004 DG41   | ۱۸ فوریه ۲۰۰۴   |
| ۱۶۷۶۴۹ | 2004 DK43   | ۲۳ فوریه ۲۰۰۴   |
| ۱۶۷۶۵۰ | 2004 DE48   | ۱۹ فوریه ۲۰۰۴   |
| ۱۶۷۶۵۱ | 2004 DG49   | ۱۹ فوریه ۲۰۰۴   |
| ۱۶۷۶۵۲ | 2004 DK50   | ۲۳ فوریه ۲۰۰۴   |
| ۱۶۷۶۵۳ | 2004 DK57   | ۲۳ فوریه ۲۰۰۴   |
| ۱۶۷۶۵۴ | 2004 EU3    | ۱۰ مارس ۲۰۰۴    |
| ۱۶۷۶۵۵ | 2004 ED4    | ۱۱ مارس ۲۰۰۴    |
| ۱۶۷۶۵۶ | 2004 EC7    | ۱۲ مارس ۲۰۰۴    |
| ۱۶۷۶۵۷ | 2004 EY12   | ۱۱ مارس ۲۰۰۴    |
| ۱۶۷۶۵۸ | 2004 EA15   | ۱۱ مارس ۲۰۰۴    |
| ۱۶۷۶۵۹ | 2004 EO18   | ۱۳ مارس ۲۰۰۴    |
| ۱۶۷۶۶۰ | 2004 EQ18   | ۱۴ مارس ۲۰۰۴    |
| ۱۶۷۶۶۱ | 2004 ED21   | ۱۵ مارس ۲۰۰۴    |
| ۱۶۷۶۶۲ | 2004 EG36   | ۱۳ مارس ۲۰۰۴    |
| ۱۶۷۶۶۳ | 2004 EO40   | ۱۵ مارس ۲۰۰۴    |
| ۱۶۷۶۶۴ | 2004 EC59   | ۱۵ مارس ۲۰۰۴    |
| ۱۶۷۶۶۵ | 2004 EL65   | ۱۴ مارس ۲۰۰۴    |
| ۱۶۷۶۶۶ | 2004 EM70   | ۱۵ مارس ۲۰۰۴    |
| ۱۶۷۶۶۷ | 2004 EK75   | ۱۴ مارس ۲۰۰۴    |
| ۱۶۷۶۶۸ | 2004 EQ77   | ۱۵ مارس ۲۰۰۴    |
| ۱۶۷۶۶۹ | 2004 EU84   | ۱۵ مارس ۲۰۰۴    |
| ۱۶۷۶۷۰ | 2004 EM85   | ۱۵ مارس ۲۰۰۴    |
| ۱۶۷۶۷۱ | 2004 FR4    | ۱۹ مارس ۲۰۰۴    |
| ۱۶۷۶۷۲ | 2004 FM29   | ۲۴ مارس ۲۰۰۴    |
| ۱۶۷۶۷۳ | 2004 FX32   | ۱۶ مارس ۲۰۰۴    |
| ۱۶۷۶۷۴ | 2004 FO33   | ۱۶ مارس ۲۰۰۴    |
| ۱۶۷۶۷۵ | 2004 FJ98   | ۲۳ مارس ۲۰۰۴    |
| ۱۶۷۶۷۶ | 2004 FJ122  | ۲۶ مارس ۲۰۰۴    |
| ۱۶۷۶۷۷ | 2004 FA144  | ۲۸ مارس ۲۰۰۴    |
| ۱۶۷۶۷۸ | 2004 GC1    | ۹ آوریل ۲۰۰۴    |
| ۱۶۷۶۷۹ | 2004 GS9    | ۱۰ آوریل ۲۰۰۴   |
| ۱۶۷۶۸۰ | 2004 GY30   | ۱۳ آوریل ۲۰۰۴   |
| ۱۶۷۶۸۱ | 2004 GS32   | ۱۲ آوریل ۲۰۰۴   |
| ۱۶۷۶۸۲ | 2004 HC4    | ۱۶ آوریل ۲۰۰۴   |
| ۱۶۷۶۸۳ | 2004 HK20   | ۲۲ آوریل ۲۰۰۴   |
| ۱۶۷۶۸۴ | 2004 HY50   | ۲۳ آوریل ۲۰۰۴   |
| ۱۶۷۶۸۴ | 2004 JQ     | ۹ مه ۲۰۰۴       |
| ۱۶۷۶۸۶ | 2004 JX23   | ۱۴ مه ۲۰۰۴      |
| ۱۶۷۶۸۶ | 2004 LX     | ۹ ژوئن ۲۰۰۴     |
| ۱۶۷۶۸۸ | 2004 LZ10   | ۹ ژوئن ۲۰۰۴     |
| ۱۶۷۶۸۸ | 2004 OL     | ۱۶ ژوئیه ۲۰۰۴   |
| ۱۶۷۶۹۰ | 2004 PT65   | ۱۰ اوت ۲۰۰۴     |
| ۱۶۷۶۹۱ | 2004 QG9    | ۲۰ اوت ۲۰۰۴     |
| ۱۶۷۶۹۲ | 2004 QG17   | ۲۵ اوت ۲۰۰۴     |
| ۱۶۷۶۹۳ | 2004 QJ20   | ۲۵ اوت ۲۰۰۴     |
| ۱۶۷۶۹۴ | 2004 QZ20   | ۲۰ اوت ۲۰۰۴     |
| ۱۶۷۶۹۵ | 2004 RH137  | ۸ سپتامبر ۲۰۰۴  |
| ۱۶۷۶۹۶ | 2004 RF194  | ۱۰ سپتامبر ۲۰۰۴ |
| ۱۶۷۶۹۷ | 2004 RO255  | ۶ سپتامبر ۲۰۰۴  |
| ۱۶۷۶۹۸ | 2004 SR4    | ۱۷ سپتامبر ۲۰۰۴ |
| ۱۶۷۶۹۹ | 2004 SV49   | ۲۲ سپتامبر ۲۰۰۴ |
| ۱۶۷۷۰۰ | 2004 SQ57   | ۱۶ سپتامبر ۲۰۰۴ |
| ۱۶۷۷۰۱ | 2004 TM13   | ۸ اکتبر ۲۰۰۴    |
| ۱۶۷۷۰۲ | 2004 TO34   | ۴ اکتبر ۲۰۰۴    |
| ۱۶۷۷۰۳ | 2004 TJ38   | ۴ اکتبر ۲۰۰۴    |
| ۱۶۷۷۰۴ | 2004 TE86   | ۵ اکتبر ۲۰۰۴    |
| ۱۶۷۷۰۵ | 2004 TF132  | ۷ اکتبر ۲۰۰۴    |
| ۱۶۷۷۰۶ | 2004 TS135  | ۸ اکتبر ۲۰۰۴    |
| ۱۶۷۷۰۷ | 2004 TE148  | ۶ اکتبر ۲۰۰۴    |
| ۱۶۷۷۰۸ | 2004 TL153  | ۶ اکتبر ۲۰۰۴    |
| ۱۶۷۷۰۹ | 2004 TJ160  | ۶ اکتبر ۲۰۰۴    |
| ۱۶۷۷۱۰ | 2004 TH171  | ۸ اکتبر ۲۰۰۴    |
| ۱۶۷۷۱۱ | 2004 TT183  | ۷ اکتبر ۲۰۰۴    |
| ۱۶۷۷۱۲ | 2004 TB205  | ۷ اکتبر ۲۰۰۴    |
| ۱۶۷۷۱۳ | 2004 TX206  | ۷ اکتبر ۲۰۰۴    |
| ۱۶۷۷۱۴ | 2004 TF208  | ۷ اکتبر ۲۰۰۴    |
| ۱۶۷۷۱۵ | 2004 TY211  | ۸ اکتبر ۲۰۰۴    |
| ۱۶۷۷۱۶ | 2004 TM213  | ۸ اکتبر ۲۰۰۴    |
| ۱۶۷۷۱۷ | 2004 TM260  | ۹ اکتبر ۲۰۰۴    |
| ۱۶۷۷۱۸ | 2004 TA274  | ۹ اکتبر ۲۰۰۴    |
| ۱۶۷۷۱۹ | 2004 TO275  | ۹ اکتبر ۲۰۰۴    |
| ۱۶۷۷۲۰ | 2004 TT323  | ۱۱ اکتبر ۲۰۰۴   |
| ۱۶۷۷۲۱ | 2004 TY344  | ۱۵ اکتبر ۲۰۰۴   |
| ۱۶۷۷۲۲ | 2004 TR351  | ۱۰ اکتبر ۲۰۰۴   |
| ۱۶۷۷۲۳ | 2004 VE19   | ۴ نوامبر ۲۰۰۴   |
| ۱۶۷۷۲۴ | 2004 VG28   | ۷ نوامبر ۲۰۰۴   |
| ۱۶۷۷۲۵ | 2004 VT31   | ۳ نوامبر ۲۰۰۴   |
| ۱۶۷۷۲۶ | 2004 VQ44   | ۴ نوامبر ۲۰۰۴   |
| ۱۶۷۷۲۷ | 2004 VH79   | ۳ نوامبر ۲۰۰۴   |
| ۱۶۷۷۲۸ | 2004 VD86   | ۱۰ نوامبر ۲۰۰۴  |
| ۱۶۷۷۲۹ | 2004 VC91   | ۳ نوامبر ۲۰۰۴   |
| ۱۶۷۷۳۰ | 2004 WU5    | ۱۹ نوامبر ۲۰۰۴  |
| ۱۶۷۷۳۱ | 2004 XV1    | ۱ دسامبر ۲۰۰۴   |
| ۱۶۷۷۳۲ | 2004 XW1    | ۱ دسامبر ۲۰۰۴   |
| ۱۶۷۷۳۳ | 2004 XX12   | ۸ دسامبر ۲۰۰۴   |
| ۱۶۷۷۳۴ | 2004 XR13   | ۸ دسامبر ۲۰۰۴   |
| ۱۶۷۷۳۵ | 2004 XS13   | ۸ دسامبر ۲۰۰۴   |
| ۱۶۷۷۳۶ | 2004 XB22   | ۸ دسامبر ۲۰۰۴   |
| ۱۶۷۷۳۷ | 2004 XZ23   | ۹ دسامبر ۲۰۰۴   |
| ۱۶۷۷۳۸ | 2004 XD25   | ۹ دسامبر ۲۰۰۴   |
| ۱۶۷۷۳۹ | 2004 XL25   | ۹ دسامبر ۲۰۰۴   |
| ۱۶۷۷۴۰ | 2004 XQ25   | ۹ دسامبر ۲۰۰۴   |
| ۱۶۷۷۴۱ | 2004 XY29   | ۱۰ دسامبر ۲۰۰۴  |
| ۱۶۷۷۴۲ | 2004 XL31   | ۹ دسامبر ۲۰۰۴   |
| ۱۶۷۷۴۳ | 2004 XL32   | ۱۰ دسامبر ۲۰۰۴  |
| ۱۶۷۷۴۴ | 2004 XM34   | ۱۱ دسامبر ۲۰۰۴  |
| ۱۶۷۷۴۵ | 2004 XU34   | ۱۱ دسامبر ۲۰۰۴  |
| ۱۶۷۷۴۶ | 2004 XQ35   | ۲ دسامبر ۲۰۰۴   |
| ۱۶۷۷۴۷ | 2004 XF36   | ۱۰ دسامبر ۲۰۰۴  |
| ۱۶۷۷۴۸ | 2004 XB42   | ۱۲ دسامبر ۲۰۰۴  |
| ۱۶۷۷۴۹ | 2004 XW56   | ۱۰ دسامبر ۲۰۰۴  |
| ۱۶۷۷۵۰ | 2004 XW61   | ۱۰ دسامبر ۲۰۰۴  |
| ۱۶۷۷۵۱ | 2004 XZ67   | ۳ دسامبر ۲۰۰۴   |
| ۱۶۷۷۵۲ | 2004 XP70   | ۱۱ دسامبر ۲۰۰۴  |
| ۱۶۷۷۵۳ | 2004 XG75   | ۹ دسامبر ۲۰۰۴   |
| ۱۶۷۷۵۴ | 2004 XL75   | ۹ دسامبر ۲۰۰۴   |
| ۱۶۷۷۵۵ | 2004 XN75   | ۹ دسامبر ۲۰۰۴   |
| ۱۶۷۷۵۶ | 2004 XM85   | ۱۲ دسامبر ۲۰۰۴  |
| ۱۶۷۷۵۷ | 2004 XW99   | ۱۲ دسامبر ۲۰۰۴  |
| ۱۶۷۷۵۸ | 2004 XT107  | ۱۱ دسامبر ۲۰۰۴  |
| ۱۶۷۷۵۹ | 2004 XQ109  | ۱۳ دسامبر ۲۰۰۴  |
| ۱۶۷۷۶۰ | 2004 XQ131  | ۱۱ دسامبر ۲۰۰۴  |
| ۱۶۷۷۶۱ | 2004 XD132  | ۱۱ دسامبر ۲۰۰۴  |
| ۱۶۷۷۶۲ | 2004 XX139  | ۱۳ دسامبر ۲۰۰۴  |
| ۱۶۷۷۶۳ | 2004 XM141  | ۱۴ دسامبر ۲۰۰۴  |
| ۱۶۷۷۶۴ | 2004 XS145  | ۱۴ دسامبر ۲۰۰۴  |
| ۱۶۷۷۶۵ | 2004 XS176  | ۱۱ دسامبر ۲۰۰۴  |
| ۱۶۷۷۶۶ | 2004 XS186  | ۱۵ دسامبر ۲۰۰۴  |
| ۱۶۷۷۶۷ | 2004 YF19   | ۱۸ دسامبر ۲۰۰۴  |
| ۱۶۷۷۶۸ | 2004 YL21   | ۱۸ دسامبر ۲۰۰۴  |
| ۱۶۷۷۶۹ | 2004 YW22   | ۱۸ دسامبر ۲۰۰۴  |
| ۱۶۷۷۷۰ | 2004 YM33   | ۱۶ دسامبر ۲۰۰۴  |
| ۱۶۷۷۷۱ | 2005 AF1    | ۱ ژانویه ۲۰۰۵   |
| ۱۶۷۷۷۲ | 2005 AM2    | ۶ ژانویه ۲۰۰۵   |
| ۱۶۷۷۷۳ | 2005 AP7    | ۶ ژانویه ۲۰۰۵   |
| ۱۶۷۷۷۴ | 2005 AH8    | ۶ ژانویه ۲۰۰۵   |
| ۱۶۷۷۷۵ | 2005 AM11   | ۱ ژانویه ۲۰۰۵   |
| ۱۶۷۷۷۶ | 2005 AR15   | ۶ ژانویه ۲۰۰۵   |
| ۱۶۷۷۷۷ | 2005 AC16   | ۶ ژانویه ۲۰۰۵   |
| ۱۶۷۷۷۸ | 2005 AG16   | ۶ ژانویه ۲۰۰۵   |
| ۱۶۷۷۷۹ | 2005 AT16   | ۶ ژانویه ۲۰۰۵   |
| ۱۶۷۷۸۰ | 2005 AN17   | ۶ ژانویه ۲۰۰۵   |
| ۱۶۷۷۸۱ | 2005 AY18   | ۷ ژانویه ۲۰۰۵   |
| ۱۶۷۷۸۲ | 2005 AF21   | ۶ ژانویه ۲۰۰۵   |
| ۱۶۷۷۸۳ | 2005 AC22   | ۶ ژانویه ۲۰۰۵   |
| ۱۶۷۷۸۴ | 2005 AE31   | ۱۱ ژانویه ۲۰۰۵  |
| ۱۶۷۷۸۵ | 2005 AT31   | ۱۱ ژانویه ۲۰۰۵  |
| ۱۶۷۷۸۶ | 2005 AO32   | ۱۱ ژانویه ۲۰۰۵  |
| ۱۶۷۷۸۷ | 2005 AT33   | ۱۳ ژانویه ۲۰۰۵  |
| ۱۶۷۷۸۸ | 2005 AL36   | ۱۳ ژانویه ۲۰۰۵  |
| ۱۶۷۷۸۹ | 2005 AC39   | ۱۳ ژانویه ۲۰۰۵  |
| ۱۶۷۷۹۰ | 2005 AU39   | ۱۳ ژانویه ۲۰۰۵  |
| ۱۶۷۷۹۱ | 2005 AM41   | ۱۵ ژانویه ۲۰۰۵  |
| ۱۶۷۷۹۲ | 2005 AK43   | ۱۵ ژانویه ۲۰۰۵  |
| ۱۶۷۷۹۳ | 2005 AO45   | ۱۴ ژانویه ۲۰۰۵  |
| ۱۶۷۷۹۴ | 2005 AM48   | ۱۳ ژانویه ۲۰۰۵  |
| ۱۶۷۷۹۵ | 2005 AU53   | ۱۳ ژانویه ۲۰۰۵  |
| ۱۶۷۷۹۶ | 2005 AP68   | ۱۳ ژانویه ۲۰۰۵  |
| ۱۶۷۷۹۷ | 2005 AS72   | ۱۵ ژانویه ۲۰۰۵  |
| ۱۶۷۷۹۸ | 2005 AF81   | ۱۵ ژانویه ۲۰۰۵  |
| ۱۶۷۷۹۹ | 2005 AQ81   | ۱۱ ژانویه ۲۰۰۵  |
| ۱۶۷۸۰۰ | 2005 BT5    | ۱۶ ژانویه ۲۰۰۵  |
| ۱۶۷۸۰۱ | 2005 BG8    | ۱۶ ژانویه ۲۰۰۵  |
| ۱۶۷۸۰۲ | 2005 BB9    | ۱۶ ژانویه ۲۰۰۵  |
| ۱۶۷۸۰۳ | 2005 BH10   | ۱۶ ژانویه ۲۰۰۵  |
| ۱۶۷۸۰۴ | 2005 BC11   | ۱۶ ژانویه ۲۰۰۵  |
| ۱۶۷۸۰۵ | 2005 BK11   | ۱۶ ژانویه ۲۰۰۵  |
| ۱۶۷۸۰۶ | 2005 BK18   | ۱۶ ژانویه ۲۰۰۵  |
| ۱۶۷۸۰۷ | 2005 BD19   | ۱۶ ژانویه ۲۰۰۵  |
| ۱۶۷۸۰۸ | 2005 BE21   | ۱۶ ژانویه ۲۰۰۵  |
| ۱۶۷۸۰۹ | 2005 BK21   | ۱۶ ژانویه ۲۰۰۵  |
| ۱۶۷۸۱۰ | 2005 BN21   | ۱۶ ژانویه ۲۰۰۵  |
| ۱۶۷۸۱۱ | 2005 BX25   | ۱۸ ژانویه ۲۰۰۵  |
| ۱۶۷۸۱۱ | 2005 CG     | ۱ فوریه ۲۰۰۵    |
| ۱۶۷۸۱۳ | 2005 CP2    | ۱ فوریه ۲۰۰۵    |
| ۱۶۷۸۱۴ | 2005 CF5    | ۱ فوریه ۲۰۰۵    |
| ۱۶۷۸۱۵ | 2005 CQ5    | ۱ فوریه ۲۰۰۵    |
| ۱۶۷۸۱۶ | 2005 CW5    | ۱ فوریه ۲۰۰۵    |
| ۱۶۷۸۱۷ | 2005 CY5    | ۱ فوریه ۲۰۰۵    |
| ۱۶۷۸۱۸ | 2005 CH8    | ۱ فوریه ۲۰۰۵    |
| ۱۶۷۸۱۹ | 2005 CQ8    | ۱ فوریه ۲۰۰۵    |
| ۱۶۷۸۲۰ | 2005 CW8    | ۱ فوریه ۲۰۰۵    |
| ۱۶۷۸۲۱ | 2005 CS11   | ۱ فوریه ۲۰۰۵    |
| ۱۶۷۸۲۲ | 2005 CV11   | ۱ فوریه ۲۰۰۵    |
| ۱۶۷۸۲۳ | 2005 CK16   | ۲ فوریه ۲۰۰۵    |
| ۱۶۷۸۲۴ | 2005 CJ17   | ۲ فوریه ۲۰۰۵    |
| ۱۶۷۸۲۵ | 2005 CL18   | ۲ فوریه ۲۰۰۵    |
| ۱۶۷۸۲۶ | 2005 CV20   | ۲ فوریه ۲۰۰۵    |
| ۱۶۷۸۲۷ | 2005 CA27   | ۱ فوریه ۲۰۰۵    |
| ۱۶۷۸۲۸ | 2005 CC27   | ۱ فوریه ۲۰۰۵    |
| ۱۶۷۸۲۹ | 2005 CH27   | ۲ فوریه ۲۰۰۵    |
| ۱۶۷۸۳۰ | 2005 CA28   | ۳ فوریه ۲۰۰۵    |
| ۱۶۷۸۳۱ | 2005 CY42   | ۲ فوریه ۲۰۰۵    |
| ۱۶۷۸۳۲ | 2005 CJ43   | ۲ فوریه ۲۰۰۵    |
| ۱۶۷۸۳۳ | 2005 CB44   | ۲ فوریه ۲۰۰۵    |
| ۱۶۷۸۳۴ | 2005 CJ47   | ۲ فوریه ۲۰۰۵    |
| ۱۶۷۸۳۵ | 2005 CR47   | ۲ فوریه ۲۰۰۵    |
| ۱۶۷۸۳۶ | 2005 CT47   | ۲ فوریه ۲۰۰۵    |
| ۱۶۷۸۳۷ | 2005 CJ50   | ۲ فوریه ۲۰۰۵    |
| ۱۶۷۸۳۸ | 2005 CY51   | ۲ فوریه ۲۰۰۵    |
| ۱۶۷۸۳۹ | 2005 CN59   | ۲ فوریه ۲۰۰۵    |
| ۱۶۷۸۴۰ | 2005 CQ60   | ۴ فوریه ۲۰۰۵    |
| ۱۶۷۸۴۱ | 2005 CP63   | ۹ فوریه ۲۰۰۵    |
| ۱۶۷۸۴۲ | 2005 CV63   | ۹ فوریه ۲۰۰۵    |
| ۱۶۷۸۴۳ | 2005 CT64   | ۹ فوریه ۲۰۰۵    |
| ۱۶۷۸۴۴ | 2005 CC68   | ۲ فوریه ۲۰۰۵    |
| ۱۶۷۸۴۵ | 2005 CE68   | ۲ فوریه ۲۰۰۵    |
| ۱۶۷۸۴۶ | 2005 CH68   | ۲ فوریه ۲۰۰۵    |
| ۱۶۷۸۴۷ | 2005 CM74   | ۲ فوریه ۲۰۰۵    |
| ۱۶۷۸۴۸ | 2005 CR75   | ۲ فوریه ۲۰۰۵    |
| ۱۶۷۸۴۹ | 2005 CS75   | ۲ فوریه ۲۰۰۵    |
| ۱۶۷۸۵۰ | 2005 CC76   | ۲ فوریه ۲۰۰۵    |
| ۱۶۷۸۵۱ | 2005 CJ76   | ۲ فوریه ۲۰۰۵    |
| ۱۶۷۸۵۲ | Maturana    | ۱۷ فوریه ۲۰۰۵   |
| ۱۶۷۸۵۲ | 2005 DN     | ۲۶ فوریه ۲۰۰۵   |
| ۱۶۷۸۵۲ | 2005 ES     | ۱ مارس ۲۰۰۵     |
| ۱۶۷۸۵۲ | 2005 ET     | ۱ مارس ۲۰۰۵     |
| ۱۶۷۸۵۶ | 2005 ED9    | ۲ مارس ۲۰۰۵     |
| ۱۶۷۸۵۷ | 2005 EE10   | ۲ مارس ۲۰۰۵     |
| ۱۶۷۸۵۸ | 2005 EN10   | ۲ مارس ۲۰۰۵     |
| ۱۶۷۸۵۹ | 2005 EV12   | ۲ مارس ۲۰۰۵     |
| ۱۶۷۸۶۰ | 2005 EG18   | ۳ مارس ۲۰۰۵     |
| ۱۶۷۸۶۱ | 2005 EV19   | ۳ مارس ۲۰۰۵     |
| ۱۶۷۸۶۲ | 2005 EB20   | ۳ مارس ۲۰۰۵     |
| ۱۶۷۸۶۳ | 2005 EW21   | ۳ مارس ۲۰۰۵     |
| ۱۶۷۸۶۴ | 2005 ED22   | ۳ مارس ۲۰۰۵     |
| ۱۶۷۸۶۵ | 2005 EV22   | ۳ مارس ۲۰۰۵     |
| ۱۶۷۸۶۶ | 2005 EX22   | ۳ مارس ۲۰۰۵     |
| ۱۶۷۸۶۷ | 2005 EC23   | ۳ مارس ۲۰۰۵     |
| ۱۶۷۸۶۸ | 2005 EE27   | ۳ مارس ۲۰۰۵     |
| ۱۶۷۸۶۹ | 2005 EK27   | ۳ مارس ۲۰۰۵     |
| ۱۶۷۸۷۰ | 2005 EP27   | ۳ مارس ۲۰۰۵     |
| ۱۶۷۸۷۱ | 2005 ER27   | ۳ مارس ۲۰۰۵     |
| ۱۶۷۸۷۲ | 2005 ED28   | ۳ مارس ۲۰۰۵     |
| ۱۶۷۸۷۳ | 2005 EJ28   | ۳ مارس ۲۰۰۵     |
| ۱۶۷۸۷۴ | 2005 ED29   | ۳ مارس ۲۰۰۵     |
| ۱۶۷۸۷۵ | Kromminga   | ۲ مارس ۲۰۰۵     |
| ۱۶۷۸۷۶ | 2005 EA33   | ۳ مارس ۲۰۰۵     |
| ۱۶۷۸۷۷ | 2005 EH35   | ۳ مارس ۲۰۰۵     |
| ۱۶۷۸۷۸ | 2005 EA36   | ۴ مارس ۲۰۰۵     |
| ۱۶۷۸۷۹ | 2005 EJ36   | ۴ مارس ۲۰۰۵     |
| ۱۶۷۸۸۰ | 2005 EW37   | ۴ مارس ۲۰۰۵     |
| ۱۶۷۸۸۱ | 2005 ET39   | ۱ مارس ۲۰۰۵     |
| ۱۶۷۸۸۲ | 2005 EG44   | ۳ مارس ۲۰۰۵     |
| ۱۶۷۸۸۳ | 2005 EQ45   | ۳ مارس ۲۰۰۵     |
| ۱۶۷۸۸۴ | 2005 ES45   | ۳ مارس ۲۰۰۵     |
| ۱۶۷۸۸۵ | 2005 EA47   | ۳ مارس ۲۰۰۵     |
| ۱۶۷۸۸۶ | 2005 EK48   | ۳ مارس ۲۰۰۵     |
| ۱۶۷۸۸۷ | 2005 EP49   | ۳ مارس ۲۰۰۵     |
| ۱۶۷۸۸۸ | 2005 EQ61   | ۴ مارس ۲۰۰۵     |
| ۱۶۷۸۸۹ | 2005 EY64   | ۴ مارس ۲۰۰۵     |
| ۱۶۷۸۹۰ | 2005 EO67   | ۴ مارس ۲۰۰۵     |
| ۱۶۷۸۹۱ | 2005 ET68   | ۷ مارس ۲۰۰۵     |
| ۱۶۷۸۹۲ | 2005 ED69   | ۷ مارس ۲۰۰۵     |
| ۱۶۷۸۹۳ | 2005 EK69   | ۷ مارس ۲۰۰۵     |
| ۱۶۷۸۹۴ | 2005 EU70   | ۴ مارس ۲۰۰۵     |
| ۱۶۷۸۹۵ | 2005 EB73   | ۲ مارس ۲۰۰۵     |
| ۱۶۷۸۹۶ | 2005 EO76   | ۳ مارس ۲۰۰۵     |
| ۱۶۷۸۹۷ | 2005 EM77   | ۳ مارس ۲۰۰۵     |
| ۱۶۷۸۹۸ | 2005 EP78   | ۳ مارس ۲۰۰۵     |
| ۱۶۷۸۹۹ | 2005 ED79   | ۳ مارس ۲۰۰۵     |
| ۱۶۷۹۰۰ | 2005 EO80   | ۴ مارس ۲۰۰۵     |
| ۱۶۷۹۰۱ | 2005 EZ83   | ۴ مارس ۲۰۰۵     |
| ۱۶۷۹۰۲ | 2005 ET89   | ۸ مارس ۲۰۰۵     |
| ۱۶۷۹۰۳ | 2005 EU89   | ۸ مارس ۲۰۰۵     |
| ۱۶۷۹۰۴ | 2005 EP91   | ۸ مارس ۲۰۰۵     |
| ۱۶۷۹۰۵ | 2005 EZ95   | ۳ مارس ۲۰۰۵     |
| ۱۶۷۹۰۶ | 2005 EG96   | ۳ مارس ۲۰۰۵     |
| ۱۶۷۹۰۷ | 2005 EB97   | ۳ مارس ۲۰۰۵     |
| ۱۶۷۹۰۸ | 2005 EJ97   | ۳ مارس ۲۰۰۵     |
| ۱۶۷۹۰۹ | 2005 EP98   | ۳ مارس ۲۰۰۵     |
| ۱۶۷۹۱۰ | 2005 EU99   | ۳ مارس ۲۰۰۵     |
| ۱۶۷۹۱۱ | 2005 ES100  | ۳ مارس ۲۰۰۵     |
| ۱۶۷۹۱۲ | 2005 ED101  | ۳ مارس ۲۰۰۵     |
| ۱۶۷۹۱۳ | 2005 EH102  | ۳ مارس ۲۰۰۵     |
| ۱۶۷۹۱۴ | 2005 EO102  | ۳ مارس ۲۰۰۵     |
| ۱۶۷۹۱۵ | 2005 EG108  | ۴ مارس ۲۰۰۵     |
| ۱۶۷۹۱۶ | 2005 ER108  | ۴ مارس ۲۰۰۵     |
| ۱۶۷۹۱۷ | 2005 EB111  | ۴ مارس ۲۰۰۵     |
| ۱۶۷۹۱۸ | 2005 EF112  | ۴ مارس ۲۰۰۵     |
| ۱۶۷۹۱۹ | 2005 EB118  | ۷ مارس ۲۰۰۵     |
| ۱۶۷۹۲۰ | 2005 ED118  | ۷ مارس ۲۰۰۵     |
| ۱۶۷۹۲۱ | 2005 ET118  | ۷ مارس ۲۰۰۵     |
| ۱۶۷۹۲۲ | 2005 EE120  | ۸ مارس ۲۰۰۵     |
| ۱۶۷۹۲۳ | 2005 EO128  | ۹ مارس ۲۰۰۵     |
| ۱۶۷۹۲۴ | 2005 EN131  | ۹ مارس ۲۰۰۵     |
| ۱۶۷۹۲۵ | 2005 ED134  | ۹ مارس ۲۰۰۵     |
| ۱۶۷۹۲۶ | 2005 EB142  | ۱۰ مارس ۲۰۰۵    |
| ۱۶۷۹۲۷ | 2005 EG143  | ۱۰ مارس ۲۰۰۵    |
| ۱۶۷۹۲۸ | 2005 EJ157  | ۹ مارس ۲۰۰۵     |
| ۱۶۷۹۲۹ | 2005 EF160  | ۹ مارس ۲۰۰۵     |
| ۱۶۷۹۳۰ | 2005 ET160  | ۹ مارس ۲۰۰۵     |
| ۱۶۷۹۳۱ | 2005 ER168  | ۱۱ مارس ۲۰۰۵    |
| ۱۶۷۹۳۲ | 2005 EH171  | ۷ مارس ۲۰۰۵     |
| ۱۶۷۹۳۳ | 2005 EF172  | ۷ مارس ۲۰۰۵     |
| ۱۶۷۹۳۴ | 2005 EK173  | ۸ مارس ۲۰۰۵     |
| ۱۶۷۹۳۵ | 2005 EJ174  | ۸ مارس ۲۰۰۵     |
| ۱۶۷۹۳۶ | 2005 EX176  | ۸ مارس ۲۰۰۵     |
| ۱۶۷۹۳۷ | 2005 EA177  | ۸ مارس ۲۰۰۵     |
| ۱۶۷۹۳۸ | 2005 EQ177  | ۸ مارس ۲۰۰۵     |
| ۱۶۷۹۳۹ | 2005 EV178  | ۹ مارس ۲۰۰۵     |
| ۱۶۷۹۴۰ | 2005 EJ184  | ۹ مارس ۲۰۰۵     |
| ۱۶۷۹۴۱ | 2005 EP185  | ۱۰ مارس ۲۰۰۵    |
| ۱۶۷۹۴۲ | 2005 EQ185  | ۱۰ مارس ۲۰۰۵    |
| ۱۶۷۹۴۳ | 2005 EZ186  | ۱۰ مارس ۲۰۰۵    |
| ۱۶۷۹۴۴ | 2005 EY189  | ۱۱ مارس ۲۰۰۵    |
| ۱۶۷۹۴۵ | 2005 EC194  | ۱۱ مارس ۲۰۰۵    |
| ۱۶۷۹۴۶ | 2005 EC202  | ۸ مارس ۲۰۰۵     |
| ۱۶۷۹۴۷ | 2005 EC206  | ۱۳ مارس ۲۰۰۵    |
| ۱۶۷۹۴۸ | 2005 ER210  | ۴ مارس ۲۰۰۵     |
| ۱۶۷۹۴۹ | 2005 EX212  | ۴ مارس ۲۰۰۵     |
| ۱۶۷۹۵۰ | 2005 EX218  | ۱۰ مارس ۲۰۰۵    |
| ۱۶۷۹۵۱ | 2005 EK219  | ۱۰ مارس ۲۰۰۵    |
| ۱۶۷۹۵۲ | 2005 EY219  | ۱۰ مارس ۲۰۰۵    |
| ۱۶۷۹۵۳ | 2005 EC223  | ۱۰ مارس ۲۰۰۵    |
| ۱۶۷۹۵۴ | 2005 EX223  | ۱۴ مارس ۲۰۰۵    |
| ۱۶۷۹۵۵ | 2005 EZ240  | ۱۱ مارس ۲۰۰۵    |
| ۱۶۷۹۵۶ | 2005 EV242  | ۱۱ مارس ۲۰۰۵    |
| ۱۶۷۹۵۷ | 2005 EC245  | ۱۱ مارس ۲۰۰۵    |
| ۱۶۷۹۵۸ | 2005 EX248  | ۱۲ مارس ۲۰۰۵    |
| ۱۶۷۹۵۹ | 2005 EK249  | ۱۳ مارس ۲۰۰۵    |
| ۱۶۷۹۶۰ | Rudzikas    | ۱۳ مارس ۲۰۰۵    |
| ۱۶۷۹۶۱ | 2005 EM257  | ۱۱ مارس ۲۰۰۵    |
| ۱۶۷۹۶۲ | 2005 EQ267  | ۱۳ مارس ۲۰۰۵    |
| ۱۶۷۹۶۳ | 2005 EM268  | ۱۴ مارس ۲۰۰۵    |
| ۱۶۷۹۶۴ | 2005 EU275  | ۸ مارس ۲۰۰۵     |
| ۱۶۷۹۶۵ | 2005 EZ275  | ۸ مارس ۲۰۰۵     |
| ۱۶۷۹۶۶ | 2005 EE277  | ۹ مارس ۲۰۰۵     |
| ۱۶۷۹۶۷ | 2005 EX277  | ۹ مارس ۲۰۰۵     |
| ۱۶۷۹۶۸ | 2005 EV278  | ۹ مارس ۲۰۰۵     |
| ۱۶۷۹۶۹ | 2005 ED287  | ۱۳ مارس ۲۰۰۵    |
| ۱۶۷۹۷۰ | 2005 EL291  | ۱۰ مارس ۲۰۰۵    |
| ۱۶۷۹۷۱ | 2005 EF303  | ۱۱ مارس ۲۰۰۵    |
| ۱۶۷۹۷۲ | 2005 FB1    | ۱۶ مارس ۲۰۰۵    |
| ۱۶۷۹۷۳ | 2005 FB4    | ۱۸ مارس ۲۰۰۵    |
| ۱۶۷۹۷۴ | 2005 FN10   | ۱۷ مارس ۲۰۰۵    |
| ۱۶۷۹۷۵ | 2005 GY6    | ۱ آوریل ۲۰۰۵    |
| ۱۶۷۹۷۶ | 2005 GS8    | ۱ آوریل ۲۰۰۵    |
| ۱۶۷۹۷۷ | 2005 GC10   | ۱ آوریل ۲۰۰۵    |
| ۱۶۷۹۷۸ | 2005 GE10   | ۴ آوریل ۲۰۰۵    |
| ۱۶۷۹۷۹ | 2005 GH16   | ۲ آوریل ۲۰۰۵    |
| ۱۶۷۹۸۰ | 2005 GL16   | ۲ آوریل ۲۰۰۵    |
| ۱۶۷۹۸۱ | 2005 GU22   | ۱ آوریل ۲۰۰۵    |
| ۱۶۷۹۸۲ | 2005 GO29   | ۴ آوریل ۲۰۰۵    |
| ۱۶۷۹۸۳ | 2005 GT32   | ۴ آوریل ۲۰۰۵    |
| ۱۶۷۹۸۴ | 2005 GT37   | ۲ آوریل ۲۰۰۵    |
| ۱۶۷۹۸۵ | 2005 GK50   | ۵ آوریل ۲۰۰۵    |
| ۱۶۷۹۸۶ | 2005 GX66   | ۲ آوریل ۲۰۰۵    |
| ۱۶۷۹۸۷ | 2005 GQ69   | ۳ آوریل ۲۰۰۵    |
| ۱۶۷۹۸۸ | 2005 GQ76   | ۵ آوریل ۲۰۰۵    |
| ۱۶۷۹۸۹ | 2005 GZ85   | ۴ آوریل ۲۰۰۵    |
| ۱۶۷۹۹۰ | 2005 GW89   | ۵ آوریل ۲۰۰۵    |
| ۱۶۷۹۹۱ | 2005 GJ95   | ۶ آوریل ۲۰۰۵    |
| ۱۶۷۹۹۲ | 2005 GL95   | ۶ آوریل ۲۰۰۵    |
| ۱۶۷۹۹۳ | 2005 GS103  | ۹ آوریل ۲۰۰۵    |
| ۱۶۷۹۹۴ | 2005 GW109  | ۱۰ آوریل ۲۰۰۵   |
| ۱۶۷۹۹۵ | 2005 GO116  | ۱۱ آوریل ۲۰۰۵   |
| ۱۶۷۹۹۶ | 2005 GD120  | ۱۲ آوریل ۲۰۰۵   |
| ۱۶۷۹۹۷ | 2005 GV125  | ۱۰ آوریل ۲۰۰۵   |
| ۱۶۷۹۹۸ | 2005 GC126  | ۱۱ آوریل ۲۰۰۵   |
| ۱۶۷۹۹۹ | 2005 GD129  | ۷ آوریل ۲۰۰۵    |
| ۱۶۸۰۰۰ | 2005 GY131  | ۱۰ آوریل ۲۰۰۵   |